# رياضة بارالمبية
رياضة بارالمبية (بالإنجليزية: Paralympic sports) ، هي رياضة أولمبية لذوي الاحتياجات الخاصة، تنظم مرة كل أربعة أعوام مباشرة بعد كل دورة أولمبية صيفية أو شتوية، يشارك فيها رياضيون يعانون من مجموعة من الإعاقات الجسدية، بما في ذلك ضعف قوة العضلات (مثل الشلل النصفي والشلل الرباعي والحثل العضلي والسنسنة المشقوقة)، ضعف المدى السلبي للحركة، قصور الأطراف (مثل البتر أو خلل الحركة)، فرق طول الساق، قصر القامة، فرط التوتر، ترنح، كنع، ضعف في الرؤية وضعف ذهني. هناك دورة الألعاب الأولمبية الشتوية والصيفية للمعاقين، والتي تقام منذ الألعاب الأولمبية الصيفية لعام 1988 في سيول ، كوريا الجنوبية، وتقام على الفور تقريبًا بعد الألعاب الأولمبية المعنية. تخضع جميع الألعاب البارالمبية للجنة البارالمبية الدولية (IPC).
نمت دورة الألعاب البارالمبية من تجمع صغير للمحاربين القدامى البريطانيين في الحرب العالمية الثانية في عام 1948 لتصبح واحدة من أكبر الأحداث الرياضية الدولية بحلول أوائل القرن الحادي والعشرين. نمت دورة الألعاب البارالمبية من 400 رياضي من ذوي الإعاقة من 23 دولة في عام 1960 إلى آلاف المتنافسين من أكثر من 100 دولة في الألعاب الأولمبية الصيفية للمعاقين 2012 . يسعى الرياضيون المعاقون إلى المساواة في المعاملة مع الرياضيين الأولمبيين غير المعاقين، ولكن هناك فجوة تمويل كبيرة بين الرياضيين الأولمبيين وأولمبياد المعاقين.
يتم تنظيم الألعاب الأولمبية للمعاقين بالتوازي مع الألعاب الأولمبية، في حين أن الألعاب العالمية للأولمبياد الخاص المعترف بها من اللجنة الأولمبية الدولية تشمل الرياضيين ذوي الإعاقات الذهنية، وتشمل ألعاب الصم الرياضيين الصم.

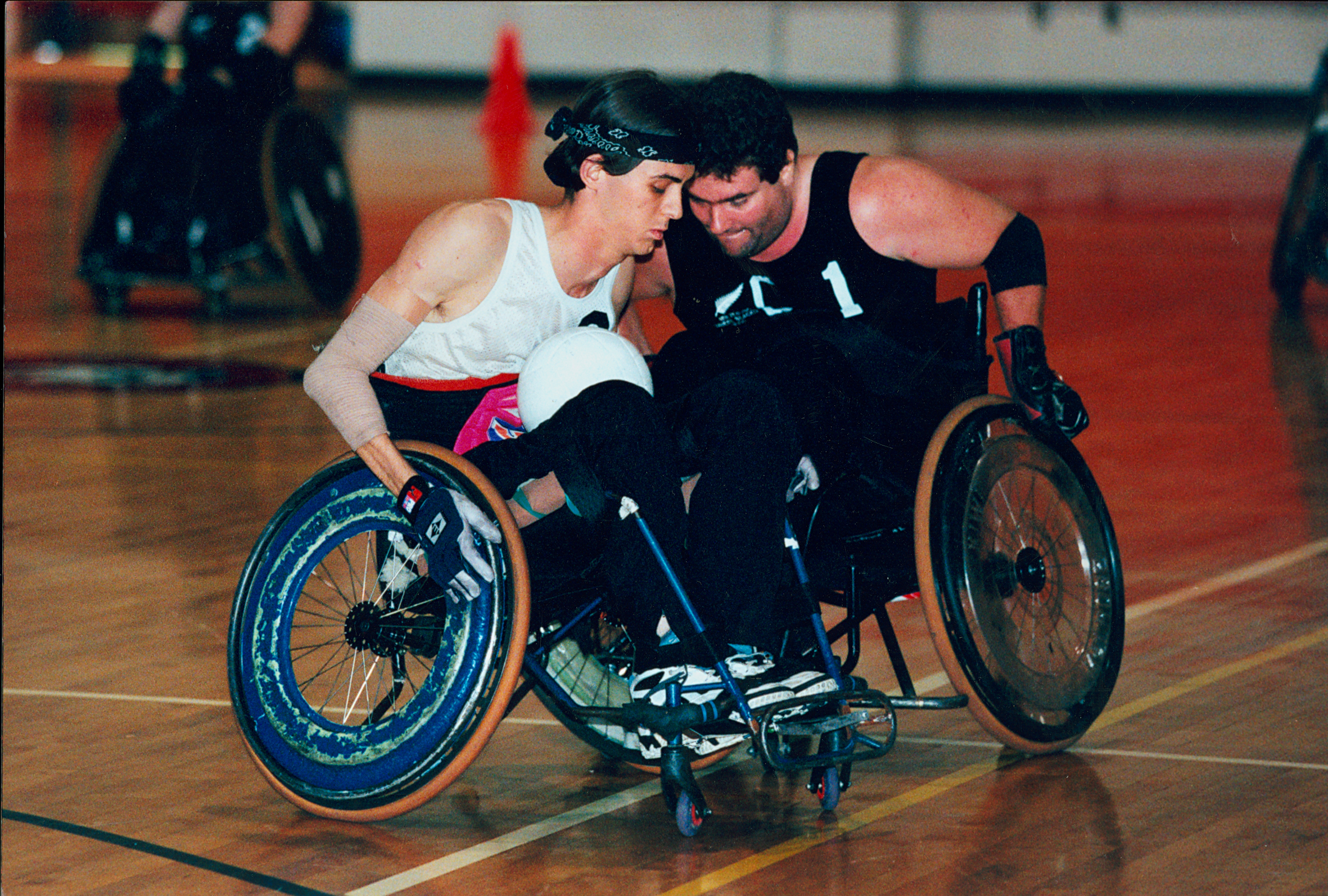
رغبي الكراسي المتحركة - بارالمبياد اتلانتا / امريكا

نظرًا للتنوع الكبير في الإعاقات التي يعاني منها الرياضيون من ذوي الاحتياجات الخاصة، فهناك العديد من الفئات التي يتنافس فيها الرياضيون. يتم تقسيم الإعاقات المسموح بها إلى عشرة أنواع مؤهلة من الإعاقة. من هذه الفئات ضعف قوة العضلات، وضعف النطاق السلبي للحركة، نقص الأطراف، فرق طول الساق، قصر القامة، فرط التوتر، ترنح، كنع، ضعف البصر وضعف ذهني. يتم تقسيم هذه الفئات إلى مزيد من التصنيفات.

## التاريخ
انطلقت الألعاب البارالمبية عام 1948 بعد تنظيم الطبيب البريطاني لوديج جوتمان يوم افتتاح دورة الألعاب الأولمبية بلندن مسابقات رياضية صغيرة للجنود البريطانيين القدامى المشاركين في الحرب العالمية الثانية والمصابين بإعاقات. وفي عام 1960 انطلقت الألعاب رسميا بمدينة روما في إيطاليا، واقتصرت على الرياضيين المستخدمين للكراسي المتحركة، تنافس فيها 400 رياضي من 23 دولة منذ عام 1960، أقيمت الألعاب الأولمبية للمعاقين في نفس عام الألعاب الأولمبية. في دورة الألعاب الأولمبية الصيفية لعام 1976 ، أُدرج رياضيون من ذوي الإعاقات المختلفة لأول مرة في دورة الألعاب البارالمبية الصيفية. مع إدراج المزيد من تصنيفات الإعاقة، توسعت الألعاب الصيفية لعام 1976 لتشمل 1600 رياضي من 40 دولة. واعتمد في دورة الألعاب بمدينة سول في كويا الجنوبية عام 1988 لأول مرة نظام تنظيم الألعاب في المدينة التي تحتضن دورة الألعاب الأولمبية الصيفية العادية مباشرة بعد انتهاء فعاليات الدورة، واستخدام مرافق وتسهيلات تلك الدورة نفسها. وتم تطبيق ذلك على الألعاب البارالمبية الشتوية، التي انطلقت عام 1976 بـ«أورنشكدفيك» في السويد، ابتداء من الدورة المنظمة بمدينة «ألبرفيل» في فرنسا عام 1992. في 19 يونيو 2001، تم توقيع اتفاقية بين اللجنة الأولمبية الدولية واللجنة الدولية لألعاب القوى تهدف إلى حماية تنظيم الألعاب الأولمبية لذوي الاحتياجات الخاصة وضمان شعار «ترشيح واحد، مدينة واحدة». بعبارة أخرى، يجب على المدن الراغبة في استضافة الألعاب الأولمبية استضافة الألعاب البارالمبية بشكل تلقائي. دخلت هذه الاتفاقية حيز التنفيذ مع الألعاب البارالمبية في بكين 2008، تلتها الألعاب البارالمبية الشتوية في فانكوفر 2010.
تم تمديد الاتفاقية حتى عام 2020. في 10 مارس 2018، مددت اللجنتان عقدهما إلى عام 2032. كانت دورة الألعاب الأولمبية الشتوية لعام 1992 هي أول دورة ألعاب شتوية تستخدم نفس المرافق مثل الألعاب الأولمبية الشتوية. منذ ألعاب سولت ليك سيتي 2002، أشرفت لجنة منظمة واحدة على استضافة الألعاب الأولمبية والبارالمبية. يعيش الرياضيون الأولمبيون والبارالمبيون في القرية نفسها ويتمتعون بالخدمات نفسها من الطعام والرعاية الطبية والمرافق. تشمل أنظمة التذاكر والحلول التكنولوجية والنقل الخاصة بالألعاب الأولمبية الألعاب البارالمبية أيضًا.

شعار الرياضة البارالمبية (3 أهلة مبعثرة)

تعتبر الألعاب البارالمبية اليوم ثالث أكبر حدث رياضي في العالم من حيث مبيعات التذاكر، بعد الألعاب الأولمبية وكأس العالم لكرة القدم. في الألعاب البارالمبية ريو 2016، شارك 4328 رياضيًا من 159 دولة في 22 رياضة. كما شارك في الدورة فريق رياضي بارالمبي مستقل ضم رياضيين لاجئين. سجلت الألعاب رقمًا قياسيًا في عدد المشاهدين على التلفزيون الذي بلغ 4.1 مليار شخص في أكثر من 150 دولة، بينما بيعت 2.15 مليون تذكرة. قبل الألعاب، استثمرت مدينة ريو في تحسين البنية التحتية لتصبح في متناول الرياضيين البارالمبيين والأجيال القادمة. وشمل ذلك الوجهات السياحية لتكون في متناول الجميع، وتطوير نظام النقل السريع بالحافلات، والذي يمكّن السكان والزوار من جميع القدرات من التجول في المدينة. استثمرت الحكومة البرازيلية أيضًا في إنشاء مركز تدريب بارالمبي رائد عالميًا للجنة البارالمبية البرازيلية في ساو باولو. يوفر المركز مرافق ذات طراز عالمي لـ15 رياضة، يستخدمه الرياضيون البرازيليون واللجان البارالمبية الوطنية من جميع أنحاء العالم على مدار السنة.
حطمت الألعاب البارالمبية الشتوية التي استضافتها كوريا الجنوبية في مارس 2018، أرقامًا قياسية جديدة. بلغ عدد المشاركين 567 رياضيًا من 49 دولة، وعدد المتابعين على التلفزيون 2.02 مليار مشاهد، وأيضًا عدد الجماهير التي حضرت الفعاليات الرياضية 343000.
تعتبر الألعاب البارالمبية اليوم ثالث أكبر حدث رياضي في العالم من حيث مبيعات التذاكر، بعد الألعاب الأولمبية وكأس العالم لكرة القدم

## الرواد

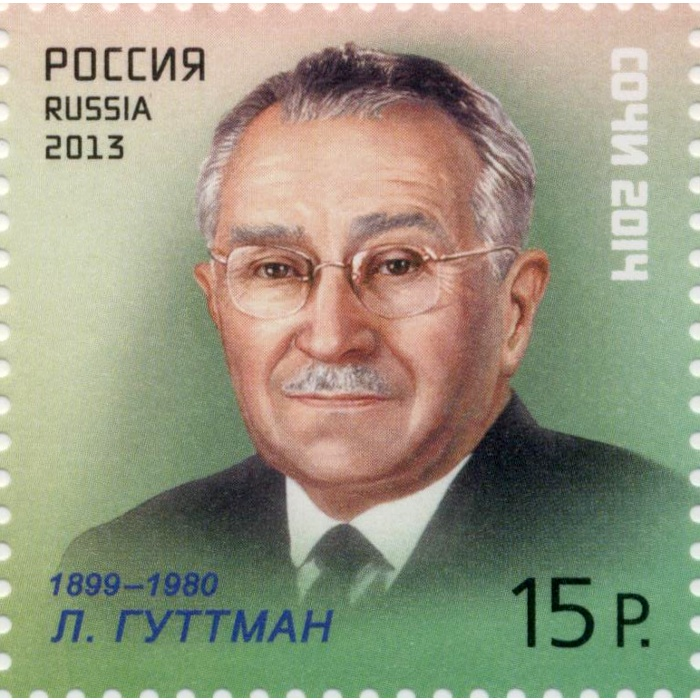
السير لودفيج جوتمان

لقد تنافس الرياضيون ذوو الإعاقة في الألعاب الأولمبية قبل ظهور الألعاب البارالمبية. كان أول رياضي يفعل ذلك هو لاعب الجمباز الألماني الأمريكي جورج إيسر في عام 1904 ، الذي كان لديه ساق صناعية واحدة. تنافس المجري كارولي تاكاس في أحداث الرماية في كل من دورة الألعاب الأولمبية الصيفية لعام 1948 و1952. كان مبتوراً في ذراعه اليمنى ويمكنه إطلاق النار بيده اليسرى. كان الرياضي المعاق الآخر الذي ظهر في الأولمبياد قبل الألعاب البارالمبية هو ليز هارتل، وهو رياضي دنماركي يمارس رياضة الفروسية أصيب بشلل الأطفال في عام 1943 وفاز بالميدالية الفضية في حدث الترويض. 
أقيم أول حدث رياضي منظم للرياضيين المعاقين تزامن مع الألعاب الأولمبية في يوم افتتاح دورة الألعاب الأولمبية الصيفية لعام 1948 في لندن، المملكة المتحدة. ولد الدكتور لودفيج جوتمان اليهودي الألماني من مستشفى ستوك ماندفيل،  والذي ساعده مجلس مساعدة الأكاديميين اللاجئين (CARA) على الفرار من ألمانيا النازية في عام 1939،  استضاف مسابقة رياضية للمحاربين البريطانيين المخضرمين في الحرب العالمية الثانية المرضى الذين يعانون من إصابات في النخاع الشوكي. سميت الألعاب الأولى بألعاب الكراسي المتحركة الدولية عام 1948 ، وكان الهدف منها أن تتزامن مع أولمبياد 1948. كان هدف جوتمان هو إنشاء مسابقة رياضية النخبة للأشخاص ذوي الإعاقة والتي ستكون معادلة للألعاب الأولمبية. أقيمت الألعاب مرة أخرى في نفس الموقع في عام 1952، وشارك قدامى المحاربين الهولنديين والإسرائيليين إلى جانب البريطانيين، مما جعلها أول مسابقة دولية من نوعها. وُصِفت هذه المسابقات المبكرة، المعروفة أيضًا باسم ألعاب ستوك ماندفيل، بأنها بوادر أولمبياد المعاقين، ويحتل ستوك ماندفيل مكانًا مشابهًا في تقاليد الحركة البارالمبية كما تحتله اليونان في الأولمبياد.

## الألعاب الشتوية
أقيمت دورة الألعاب الأولمبية الشتوية للمعاقين عام 1976 في أورنشولدسفيك، السويد. كانت هذه أول دورة أولمبية للمعاقين يمكن أن تتنافس فيها فئات متعددة من الرياضيين ذوي الإعاقة. يتم الاحتفال بدورة الألعاب الشتوية كل أربع سنوات في نفس العام مثل نظيرتها الصيفية، تمامًا مثل الألعاب الأولمبية. وتم الحفاظ على هذا التقليد من خلال ألعاب 1992 في ألبرتفيل، فرنسا؛ بعد ذلك، بدءًا من دورة الألعاب الأولمبية لعام 1994 ، أقيمت الألعاب الأولمبية الشتوية والألعاب الأولمبية الشتوية في السنوات الزوجية المنفصلة عن الألعاب الأولمبية الصيفية.

## اللجنة البارالمبية الدولية

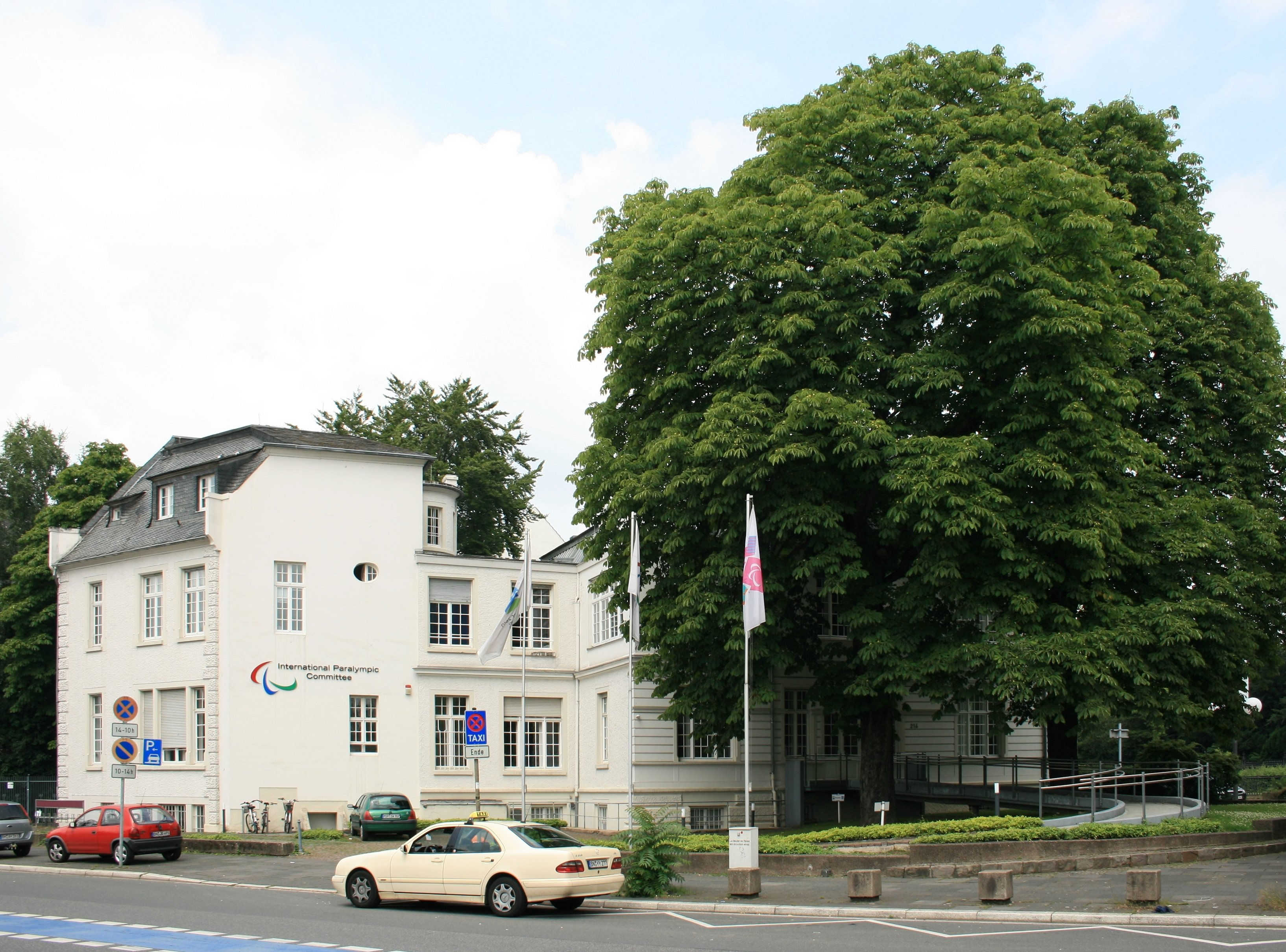
المقر الرئيسي لشركة IPC في بون

اللجنة البارالمبية الدولية هي الهيئة الإدارية العالمية للحركة البارالمبية. وهي تتألف من 176  لجنة أولمبية وطنية لذوي الاحتياجات الخاصة (NPC) وأربعة اتحادات رياضية دولية خاصة بالإعاقة. رئيس IPC هو أندرو بارسونز. يقع المقر الرئيسي الدولي لشركة IPC في بون، ألمانيا. اللجنة الدولية للبراءات مسؤولة عن تنظيم الألعاب الأولمبية الصيفية والشتوية للمعاقين. كما أنها تعمل بمثابة الاتحاد الدولي لعشر رياضات من هذه الفئات (ألعاب القوى البارالمبية، السباحة البارالمبية، الرماية للمعاقين، رفع الأثقال البارالمبية، التزلج على جبال الألب، البياتلون البارالمبي ، التزلج عبر الريف للمعاقين، الهوكي على الجليد والرقص على كرسي متحرك). يتطلب ذلك من IPC الإشراف على بطولات العالم والمسابقات الأخرى وتنسيقها لكل من الرياضات التسع التي تنظمها. تضم عضوية IPC أيضًا اللجان البارالمبية الوطنية  والاتحادات الرياضية الدولية. الاتحادات الدولية هي اتحادات رياضية مستقلة معترف بها من قبل IPC باعتبارها الممثل الوحيد لرياضة المعاقين. تشمل مسؤوليات الاتحادات الدولية الاختصاص الفني والتوجيه بشأن المسابقات وأماكن التدريب للرياضات الخاصة بها خلال دورة الألعاب البارالمبية. يعترف IPC أيضًا بالشركاء الإعلاميين، ويصادق على المسؤولين والقضاة، وهو مسؤول عن تطبيق اللوائح الداخلية لميثاق الألعاب البارالمبية. تتمثل رؤية اللجنة البارالمبية الدولية في تمكين الرياضيين من ذوي الإعاقة من تحقيق التميز الرياضي وبث الإلهام والحماس في العالم.
لدى IPC علاقة تعاونية مع اللجنة الأولمبية الدولية (IOC). وفود اللجنة الدولية البارلمبية هم أيضًا أعضاء في اللجنة الأولمبية الدولية ويشاركون في لجان وتفويضات اللجنة الأولمبية الدولية. تظل الهيئتان الرئاسيتان مختلفتين، مع ألعاب منفصلة، على الرغم من علاقة العمل الوثيقة.
صُممت الألعاب البارالمبية للتأكيد على الإنجازات الرياضية للمشاركين وليس على إعاقتهم. أكدت الألعاب الحديثة أن هذه الألعاب تدور حول القدرة وليس الإعاقة. نمت الحركة بشكل كبير منذ أيامها الأولى - على سبيل المثال، زاد عدد الرياضيين المشاركين في الألعاب البارالمبية الصيفية من 400 رياضي في روما عام 1960 إلى 4342 رياضيًا من 159 دولة في ريو دي جانيرو في عام 2016 . تم الاعتراف بكل من الألعاب الأولمبية الصيفية والشتوية للمعاقين على المسرح العالمي.
على عكس الألعاب الأولمبية، اللغة الإنجليزية هي اللغة الرسمية للحركة البارالمبية. اللغة الأخرى المستخدمة في كل دورة ألعاب بارالمبية هي اللغة الرسمية للبلد المضيف. كل إعلان (مثل إعلان كل بلد خلال استعراض الأمم في حفل الافتتاح) يتم التحدث به بهاتين اللغتين.

أول رمز أولمبي للمعاقين (1988-1994) استخدم خمسة باسكال

## الاسم والشعار

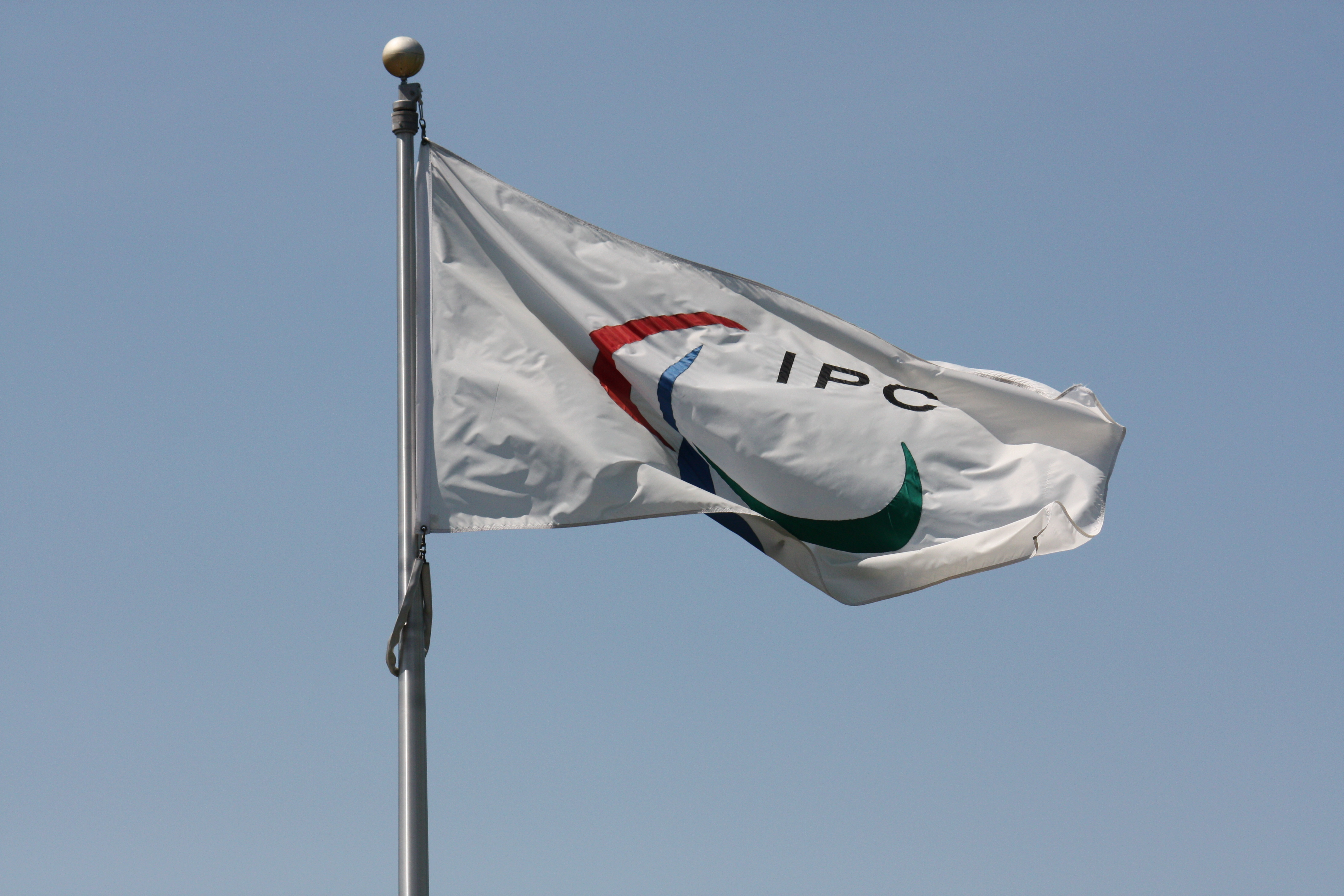
علم الرياضة و اللجنة البارلمبية الدولية 2009

على الرغم من أن الاسم تمت صياغته في الأصل على أنه عبارة عن حامل يجمع بين «الشلل النصفي» (نظرًا لأصوله كألعاب للأشخاص الذين يعانون من إصابات في العمود الفقري) و «الأولمبي»،  فإن تضمين مجموعات الإعاقة الأخرى يعني أن هذا لم يعد دقيقًا للغاية. التفسير الرسمي الحالي للاسم هو أنه مشتق من حرف الجر اليوناني παρά ، pará («بجانب» أو «جنبًا إلى جنب») وبالتالي يشير إلى مسابقة أقيمت بالتوازي مع الألعاب الأولمبية. كانت الألعاب الصيفية لعام 1988 التي أقيمت في سيول هي المرة الأولى التي يستخدم فيها مصطلح «البارالمبية» رسميًا.
«الروح في الحركة» هو شعار الحركة البارالمبية. يحتوي رمز الألعاب البارالمبية على ثلاثة ألوان، الأحمر والأزرق والأخضر، وهي الألوان الأكثر تمثيلاً في أعلام الدول وعلى نطاق واسع. كل لون في شكل Agito (و هذه كلمة لاتينية تعني «أنا أتحرك»)، ويطلق هذا الاسم هنا على الأهلة الغير متماثلة والمصممة خصيصًا للحركة البارالمبية. دائرة Agitos الثلاثة تدور حول نقطة مركزية، وهي رمز للرياضيين المتجمعين من جميع نقاط الكرة الأرضية. تم تغيير شعار ورمز IPC في عام 2003 إلى إصداراتهما الحالية. كان الهدف من التغيير هو نقل فكرة أن البارالمبيين يتمتعون بروح المنافسة وأن IPC كمنظمة تدرك إمكاناتها وتمضي قدمًا لتحقيقها. تتمثل رؤية المركز الدولي للبراءات في «تمكين الرياضيين البارالمبيين من تحقيق التميز الرياضي وإلهام العالم وإثارته». النشيد البارالمبي هو "Hymne de l'Avenir" أو "Anthem of the Future" وبالعربي تعني «نشيد المستقبل». قام بتلحينه تييري دارنيس وتم اعتماده كنشيد رسمي في مارس 1996.

## تتابع اللهب والشعلة

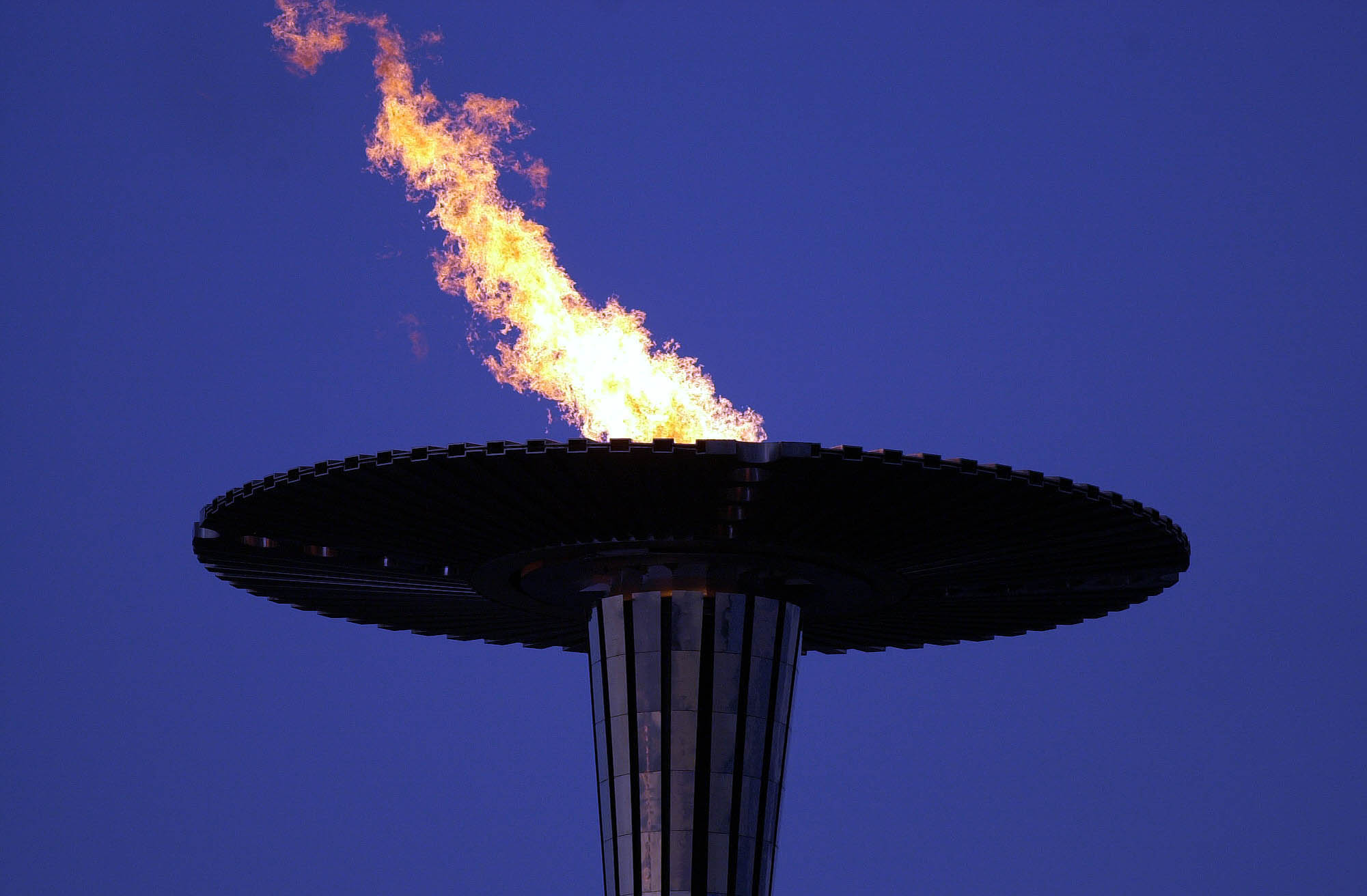
منظر المرجل البارالمبي يتألق في سماء الليل في دورة الألعاب البارالمبية الصيفية لعام 2000

حتى دورة الألعاب البارالمبية الشتوية لعام 2010 ، اختارت الدولة المضيفة الموقع والطريقة التي تم من خلالها إشعال الشعلة البارالمبية. منذ دورة الألعاب البارالمبية الصيفية لعام 2012 ، تغير مفهوم تتابع الشعلة البارالمبية ويتم دائمًا إنشاء الشعلة البارالمبية الرسمية في المدينة المضيفة للألعاب من خلال توحيد ألسنة اللهب الإقليمية المختلفة. في لندن 2012، تم تجميع أربعة ألسنة اللهب الإقليمية من عواصم لندن وبلفاست وإدنبرة وكارديف وجلبها معاً إلى ستوك ماندفيل، مسقط رأس الحركة البارالمبية، في 29 أغسطس 2012 لإنشاء شعلة لندن 2012 للمعاقين. في المستقبل، لن يتم توحيد النيران من مناطق البلد المضيف فحسب، ولكن أيضًا ألسنة اللهب الدولية الأخرى. على هذا النحو، ستظهر ستوك ماندفيل في جميع مرحلات الشعلة البارالمبية المستقبلية مع إضاءة الشعلة التراثية التي سترحل بعد ذلك إلى المدينة المضيفة للانضمام إلى جميع ألسنة اللهب الأخرى. خلال الأيام 1-2 الأخيرة تتبع الشعلة مسار تتابع خطي، وفي يوم حفل الافتتاح، تصل الشعلة إلى الاستاد الرئيسي وتستخدم لإضاءة مرجل يقع في جزء بارز من المكان للدلالة على بداية الالعاب. ثم يترك ليشتعل طوال الألعاب حتى الحفل الختامي، عندما ينطفئ تعبيرا عن نهاية الألعاب.
في 1 مارس 2014 ، أقام ستوك مانديفل لأول مرة على الإطلاق حفلة اضاءة «لهيب التراث» قبل دورة الألعاب الأولمبية الشتوية في سوتشي 2014. تم إنشاء Armillary Sphere والذي سيتم استخدامه في جميع أحداث لهيب التراث المستقبلية لإحداث الشرارة من خلال المسعى البشري لمستخدم الكرسي المتحرك. كانت اللاعبة البارالمبية في لندن 2012 هانا كوكروفت أول شخص يخلق الشرارة حيث أشعل كاز والتون شعلة سوتشي والمرجل، ونقل آندي بارلو الشعلة إلى سوتشي وأخيراً أشعل دينيس نيبس فانوس الألعاب البارالمبية.

## الاحتفالات

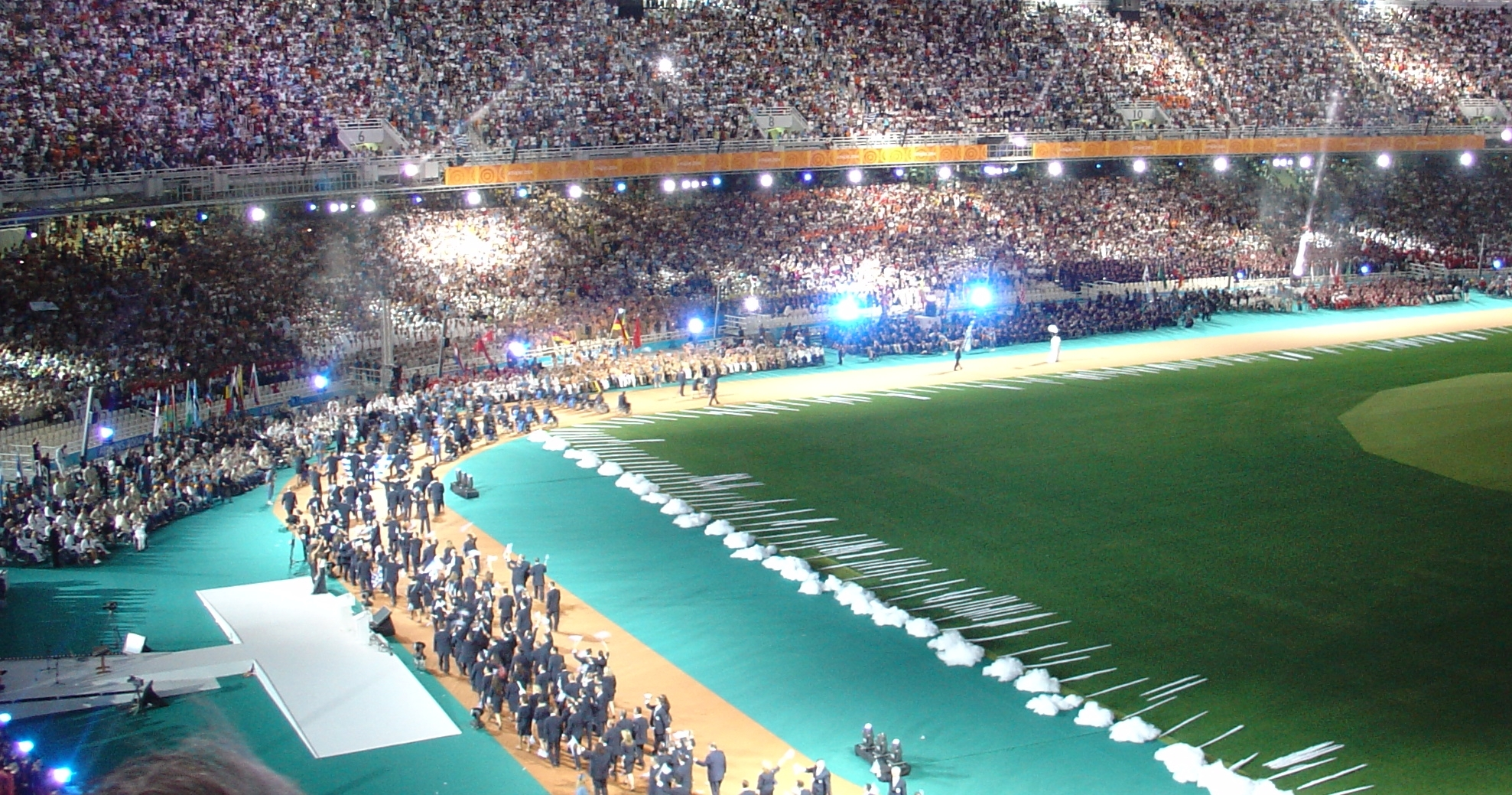
حفل افتتاح دورة الألعاب البارالمبية الصيفية 2004 في أثينا

### الافتتاح
وفقًا لما ينص عليه ميثاق الألعاب البارالمبية، هناك عناصر مختلفة تؤطر حفل افتتاح دورة الألعاب البارالمبية. أقيمت معظم هذه الطقوس في الألعاب الأولمبية الصيفية لعام 1920 في أنتويرب. يبدأ الاحتفال عادة برفع علم الدولة المضيفة وعزف نشيدها الوطني. على عكس الألعاب الأولمبية، مباشرة بعد النشيد الوطني، يصعد الرياضيون إلى الاستاد مجمعين حسب الأمة. منذ دورة الألعاب البارالمبية الصيفية لعام 1988 ، تدخل الدول إلى الاستاد أبجديًا وفقًا للغة المختارة للبلد المضيف، على الرغم من أن الرياضيين في الدولة المضيفة هم آخر من يدخلون. تقدم الدولة المضيفة عروضاً فنية للموسيقى والغناء والرقص والمسرح التمثيلي لثقافتها.
يتم إلقاء الخطب، الافتتاح الرسمي للألعاب. أخيرًا، حيث يتم إحضار الشعلة البارالمبية إلى الاستاد وتمريرها حتى تصل إلى حامل الشعلة النهائي - غالبًا ما يكون رياضيًا بارالمبيًا من الدولة المضيفة - الذي يشعل شعلة الألعاب البارالمبية في مرجل الملعب.

### الإغلاق
يقام الحفل الختامي للألعاب البارالمبية بعد اختتام جميع الأحداث الرياضية. يدخل حاملو الأعلام من كل دولة مشاركة، يليهم الرياضيون الذين يدخلون معًا، دون أي تمييز وطني. يتم إنزال العلم البارالمبي . منذ دورة الألعاب الأولمبية الشتوية الشتوية لعام 1988 ، مع بعض الاستثناءات، يتم رفع العلم الوطني للبلد الذي يستضيف دورة الألعاب الأولمبية الصيفية أو الشتوية للمعاقين بينما يتم عزف النشيد الوطني المقابل. يتم إغلاق الألعاب رسميًا وإطفاء الشعلة البارلمبية. بعد هذه العناصر الإلزامية، تقدم الدولة المضيفة التالية نفسها بإيجاز مع عروض فنية للرقص والمسرح الممثل لثقافتها.

### تقديم الميدالية

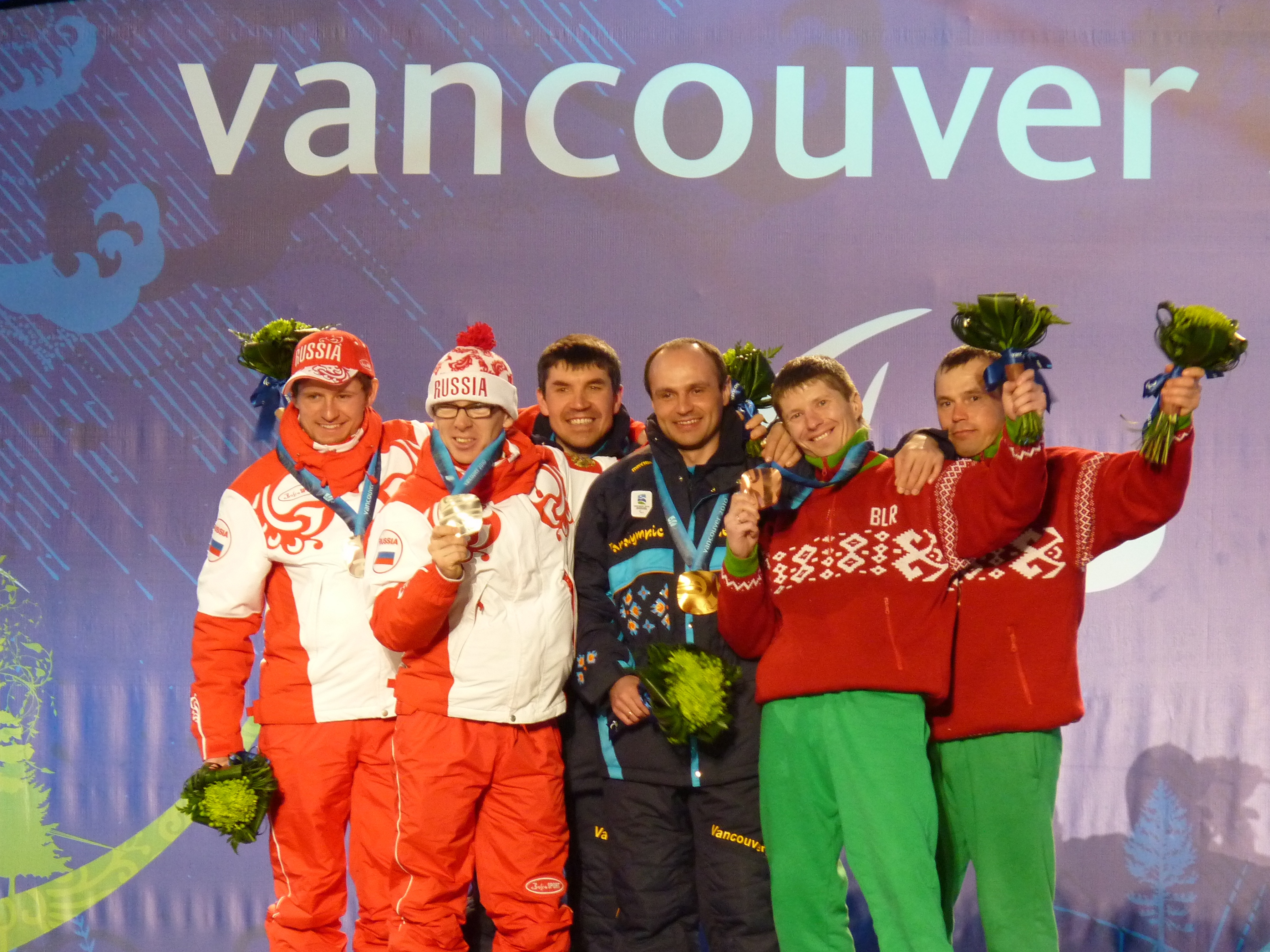
حفل الميدالية خلال دورة الألعاب الأولمبية الشتوية 2010 للمعاقين

يقام حفل توزيع الميداليات بعد اختتام كل حدث بارالمبي. يقف الفائزون أو الفرق الفائزة بالمراكز الثلاثة الأولى على قمة المنصة المكونة من ثلاثة مستويات عندما يتم منحهم الميدالية الخاصة لكل واحد منهم من قبل أحد أعضاء IPC. ثم يتم رفع الأعلام الوطنية للحائزين على الميداليات أثناء عزف النشيد الوطني للحائز على الميدالية الذهبية. يعمل المواطنون المتطوعون في البلد المضيف أيضًا كمضيفين خلال احتفالات الميداليات، حيث يساعدون المسؤولين الذين يقدمون الميداليات ويعملون كحاملي العلم. يقام حفل توزيع الميداليات لكل حدث بارلمبي، على الأكثر، بعد يوم واحد من نهاية الحدث.

## المساواة

### العلاقة مع الأولمبياد
في يونيو 2001، وقعت اللجنة الأولمبية الدولية (IOC) واللجنة البارالمبية الدولية (IPC) اتفاقية من شأنها أن تضمن إدراج انطلاق الألعاب الأولمبية للمعاقين تلقائيًا في عرض الألعاب الأولمبية. دخلت الاتفاقية حيز التنفيذ في دورة الألعاب البارالمبية الصيفية لعام 2008 في بكين، وفي دورة الألعاب الأولمبية الشتوية للمعاقين 2010 في فانكوفر. ومع ذلك، اختارت اللجنة المنظمة في سالت ليك 2002 (SLOC) اتباع ممارسة «عرض واحد، مدينة واحدة» بالفعل في دورة الألعاب 2002 في سولت ليك سيتي، مع لجنة منظمة واحدة لكلتا الألعاب، والتي أعقبتها عام 2004 دورة ألعاب أثينا وتورينو 2006. تم تعديل الاتفاقية في عام 2003. تم التوقيع على تمديد في يونيو 2006. تمت الموافقة مبدئيًا على أن تظل سارية المفعول حتى دورة الألعاب الأولمبية الصيفية لعام 2012،  وقد تم تمديد هذا منذ ذلك الحين، لتشمل جميع الألعاب الصيفية والشتوية حتى دورة الألعاب الأولمبية الصيفية 2020. وحتى بعد ذلك، فإن جميع المدن المضيفة «الصيفية والشتوية» المُعلن عنها حاليًا تستعد لزوج من الألعاب الأولمبية والبارلمبية. تم تأكيد ذلك أيضًا عندما وافقت اللجنة الأولمبية الدولية واللجنة البارلمبية الدولية في 10 مارس 2018 على تمديد العقد إلى دورة الألعاب الأولمبية الصيفية 2032.

كتبت اللجنة الأولمبية الدولية التزامها بالمساواة في الوصول إلى الألعاب الرياضية لجميع الأشخاص في ميثاقها، والذي ينص على:-
ممارسة الرياضة حق من حقوق الإنسان. يجب أن يتمتع كل فرد بإمكانية ممارسة الرياضة، دون تمييز من أي نوع وبروح الألعاب الأولمبية، الأمر الذي يتطلب التفاهم المتبادل بروح الصداقة والتضامن واللعب النزيه .... أي شكل من أشكال التمييز فيما يتعلق ببلد أو شخص على أساس العرق أو الدين أو السياسة أو الجنس أو غير ذلك مما لا يتوافق مع الانتماء إلى الحركة الأولمبية.
بينما لا يذكر الميثاق أي تمييز يتعلق بالإعاقة على وجه التحديد؛ بالنظر إلى اللغة الواردة في الميثاق فيما يتعلق بالتمييز، فمن المعقول أن نستنتج أن التمييز على أساس الإعاقة سيكون ضد المثل العليا للميثاق الأولمبي واللجنة الأولمبية الدولية. وهذا يتوافق أيضًا مع ميثاق الألعاب البارالمبية، الذي يحظر التمييز على أساس الأسباب السياسية أو الدينية أو الاقتصادية أو الإعاقة أو الجنس أو التوجه الجنسي أو لأسباب عرقية.
بينما لا يذكر الميثاق أي تمييز يتعلق بالإعاقة على وجه التحديد؛ بالنظر إلى اللغة الواردة في الميثاق فيما يتعلق بالتمييز، فمن المعقول أن نستنتج أن التمييز على أساس الإعاقة سيكون ضد المثل العليا للميثاق الأولمبي واللجنة الأولمبية الدولية. وهذا يتوافق أيضًا مع ميثاق الألعاب البارالمبية، الذي يحظر التمييز على أساس الأسباب السياسية أو الدينية أو الاقتصادية أو الإعاقة أو الجنس أو التوجه الجنسي أو لأسباب عرقية.
قال رئيس اللجنة المنظمة بلندن، سيباستيان كو، عن دورة الألعاب البارالمبية الصيفية لعام 2012 والألعاب الأولمبية الصيفية لعام 2012 في لندن، إنجلترا، «إننا نريد تغيير المواقف العامة تجاه الإعاقة، والاحتفال بتميز الرياضة البارالمبية والتكريس منذ البداية أن اللعبتين هما كل متكامل».
تعد دورة الألعاب الأولمبية الشتوية للمعاقين 2014 أول دورة أولمبية للمعاقين تستضيفها روسيا. صادقت روسيا على اتفاقية الأمم المتحدة لحقوق الأشخاص ذوي الإعاقة خلال تلك الفترة. ولا سيما في فانكوفر 2010، تصدّر فريقهم الأولمبي للمعاقين جدول الميداليات في دورة الألعاب الأولمبية الشتوية للمعاقين، بينما كان أداء فريقهم الأولمبي أقل بكثير من التوقعات في دورة الألعاب الأولمبية الشتوية. أدى ذلك إلى تسليط وسائل الإعلام الضوء على التناقض بين إنجازات وفود الدولة الأولمبية وأولمبياد المعاقين، على الرغم من الاهتمام والتمويل الأكبر الممنوحين للرياضيين الأولمبيين. بذل منظمو الاتحاد الروسي لدورة الألعاب الأولمبية الشتوية للمعاقين 2014 جهودًا منذ عام 2007 لجعل الوصول إلى المدينة المضيفة سوتشي أكثر سهولة.

### البارالمبيون في دورة الالعاب الاولمبية

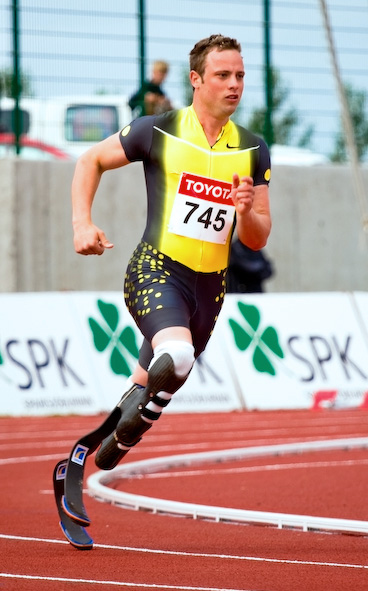
أوسكار بيستوريوس في لقاء المسار في 8 يوليو 2007

سعى الرياضيون البارالمبيون إلى تكافؤ الفرص للمنافسة في الألعاب الأولمبية. تم وضع هذه السابقة من قبل نيرولي فيرهول، رامي السهام البارالمبي من نيوزيلندا، الذي تنافس في دورة الألعاب الأولمبية الصيفية لعام 1984 في لوس أنجلوس.
في عام 2008، حاول أوسكار بيستوريوس، عداء جنوب أفريقي، التأهل لدورة الألعاب الأولمبية الصيفية لعام 2008. بترت ساق بيستوريوس تحت الركبة والسباقات كانت بشفرتين من ألياف الكربون من صنع أوسور. وهو حاصل على الرقم القياسي العالمي في أولمبياد المعاقين في حدث 400 متر . غاب بيستوريوس عن التأهل لدورة الألعاب الأولمبية الصيفية لعام 2008 في سباق 400 متر، بنسبة 0.70 ثواني تأهل للألعاب البارالمبية الصيفية لعام 2008 حيث فاز بميداليات ذهبية في 100 و 200 و 400  لعدو السرعة. في عام 2011، تأهل بيستوريوس لدورة الألعاب الأولمبية الصيفية لعام 2012 وتنافس في حدثين: وصل إلى الدور نصف النهائي في سباق 400 متر ؛ وجاء فريقه في المركز الثامن في نهائي سباق التتابع 4 × 400 متر.  على الرغم من منح جميع الرياضيين فرصًا متساوية للمشاركة في هذه الأحداث، مثل سباق 400 متر، فقد كان هناك انتقادات متزايدة بأن الألعاب قد لا تكون عادلة لجميع الرياضيين. على سبيل المثال، قد يكون الرياضيون الذين يركضون في سباق بساق اصطناعية اليسرى في وضع غير مؤات مقارنة بمن لديهم طرف اصطناعي من الجانب الأيمن لأن السباقات تجري في اتجاه عكس اتجاه عقارب الساعة، مما يمنح بعض الرياضيين ميزة.
كما يتنافس بعض الرياضيين غير المعاقين في دورة الألعاب البارالمبية. تعتبر أدلة المبصرين للرياضيين الذين يعانون من إعاقة بصرية جزءًا وثيقًا وأساسيًا من المنافسة، حيث يتم اعتبار الرياضي ذو الإعاقة البصرية والدليل فريقًا، وكلاهما مرشح للميدالية.

### التمويل
بدءًا من الألعاب الأولمبية الصيفية للمعاقين 1992، تم دعم الألعاب الأخيرة أيضًا من خلال مساهمات من الرعاة الرئيسيين. على عكس الأولمبياد، حيث تفرض اللجنة الأولمبية الدولية أن تكون الساحات خالية من شعارات الراعي، تسمح الألعاب البارالمبية بعرض شعارات الرعاة الرسميين داخل الساحات وعلى الزي الرسمي.

### تغطية إعلامية
بينما شهدت الألعاب الأولمبية نموًا هائلاً ومحنكاً في التغطية الإعلامية العالمية منذ دورة الألعاب الأولمبية الصيفية لعام 1984 ، لم تتمكن الألعاب البارالمبية من الحفاظ على حضور إعلامي دولي ثابت.
بدأ البث التلفزيوني للألعاب البارالمبية في عام 1976، لكن هذه التغطية المبكرة اقتصرت على إصدارات مسجلة مؤجلة لدولة أو منطقة واحدة. في دورة الألعاب البارالمبية الصيفية لعام 1992، كان هناك 45 ساعات من التغطية الحية ولكنها كانت متوفرة فقط في أوروبا. تبث دول أخرى حزمًا مميزة خلال الألعاب. لم تحدث تحسينات جادة في التغطية حتى الألعاب الأولمبية الصيفية للمعاقين لعام 2000 في سيدني.
مثلت دورة الألعاب البارالمبية لعام 2000 زيادة هامة في تعرض وسائل الإعلام العالمية للألعاب البارالمبية. تم التوصل إلى اتفاق بين اللجنة المنظمة لأولمبياد سيدني للمعاقين (SPOC) وجميع وسائل الاعلام الرياضية All Media Sports (AMS) لبث الألعاب دوليًا. تم التوصل إلى صفقات مع شركات البث في آسيا وأمريكا الجنوبية وأوروبا لتوزيع التغطية على أكبر عدد ممكن من الأسواق. كما تم بث الألعاب عبر الإنترنت لأول مرة. وبسبب هذه الجهود، وصلت دورة الألعاب الأولمبية للمعاقين في سيدني إلى جمهور عالمي يقدر بنحو 300 شخص مليون شخص. كان من المهم أيضًا حقيقة أن المنظمين لم يضطروا إلى الدفع للشبكات لبث الألعاب على التلفزيون كما حدث في أولمبياد 1992 و1996 . على الرغم من هذه التطورات، كان الاهتمام الإعلامي المستمر يمثل تحديًا، وهو ما تجلى في تغطية بريطانيا العظمى لدورة الألعاب الأولمبية الشتوية لعام 2010 .
في المملكة المتحدة، من المتطلبات القانونية أن يتم بث الألعاب مباشرة من قبل مذيع مجاني، على الرغم من أن المذيع الذي يدفع مقابل المشاهدة يمكنه مشاركة الحقوق؛ تعرضت هيئة الإذاعة البريطانية (بي بي سي) لانتقادات بسبب تغطيتها المحدودة لدورة الألعاب البارلمبية الشتوية لعام 2010 مقارنة بتغطيتها للألعاب الأولمبية الشتوية لعام 2010 . أعلنت هيئة الإذاعة البريطانية (بي بي سي) أنها ستبث بعض المحتوى على موقعها على الإنترنت وستعرض برنامجًا مميزًا لمدة ساعة بعد انتهاء الألعاب. في الأولمبية الشتوية، بثت بي بي سي تغطية لمدة 160 ساعة. كان رد هيئة الإذاعة البريطانية أن قيود الميزانية و "عامل المنطقة الزمنية" يستلزمان جدول بث محدود. تم تخفيض التغطية على الرغم من التصنيفات المتزايدة لدورة الألعاب الأولمبية الصيفية للمعاقين لعام 2008 ، والتي شاهدها 23٪ من سكان بريطانيا العظمى. في النرويج، بثت هيئة الإذاعة النرويجية (NRK) 30 ساعة من دورة الألعاب الشتوية لعام 2010 مباشرة. كانت NRK-sport تنتقد أجزاء من الإنتاج التلفزيوني من فانكوفر، وأبلغت اتحاد الإذاعات الأوروبية بمشكلات مثل تغطية الباياثلان باستثناء الرماية، والتزلج الريفي على الثلج مع المتزلجين عن بعد، مما يجعل من الصعب متابعة تقدم المنافسة . كان NRK أكثر سعادة بكثير من إنتاج الهوكي على الجليد وأحداث الكيرلنج على الكراسي المتحركة، والتي شعروا أنها وصلت إلى نفس مستوى الألعاب الأولمبية. حصلت القناة 4 التي تعمل بالخدمة العامة على حقوق الألعاب البارالمبية في المملكة المتحدة لدورة الألعاب البارالمبية الصيفية لعام 2012 ، وخططت لبث تغطية واسعة للألعاب ؛ بثت القناة الرابعة 150 ساعة من التغطية ، وعرضت أيضًا تطبيقات للهاتف المحمول، وثلاث قنوات بث مخصصة لتغطية إضافية على موقع Sky وFreesat وVirgin Media والقناة الرابعة ". كما دفعت القناة الرابعة إلى إبراز مكانة الألعاب البارالمبية في الدولة من خلال إنتاج مقطع دعائي مدته دقيقتان لتغطيتها بعنوان "Meet the Superhumans"؛ التي عرضت في وقت واحد على أكثر من 70 قناة تجارية في المملكة المتحدة في 17 يوليو 2012. حصلت القناة الرابعة أيضًا على حقوق بث الألعاب البارلمبية الشتوية لعام 2014 ودورة الألعاب البارالمبية الصيفية لعام 2016 .

### خارج الألعاب
أظهرت دراسة أجرتها جامعة كولومبيا البريطانية (UBC) عام 2010 حول تأثير الألعاب الأولمبية (OGI)، أنه من بين ما يقرب من 1600 مشارك كندي ، يعتقد 41-50 بالمائة منهم أن دورة الألعاب الأولمبية للمعاقين والأولمبياد لعام 2010 في فانكوفر، كولومبيا البريطانية، كندا أدت إلى إمكانية وصول إضافية. المباني والأرصفة والأماكن العامة. قال 23 في المائة من أصحاب العمل إن الألعاب زادت من استعدادهم لتوظيف الأشخاص ذوي الإعاقة.

قال الرئيس التنفيذي للجنة البارالمبية الدولية ، خافيير غونزاليس ، عن دورة الألعاب البارالمبية الصيفية لعام 2008 في بكين ، الصين ، إن:
"في الصين ، كانت الألعاب (البارالمبية) حقًا أداة تحول لتغيير المواقف في جميع المجالات تجاه الأشخاص ذوي الإعاقة. الإعاقة ، من بناء مرافق الوصول في المدينة ، لتغيير القوانين للسماح للأشخاص ذوي الإعاقة ليكونوا جزءا من المجتمع. »

## تصنيف
أنشأت اللجنة البارالمبية الدولية (IPC) عشر فئات للإعاقة. يتم تقسيم الرياضيين ضمن كل فئة حسب مستوى ضعفهم ، في نظام تصنيف وظيفي يختلف من رياضة إلى أخرى.

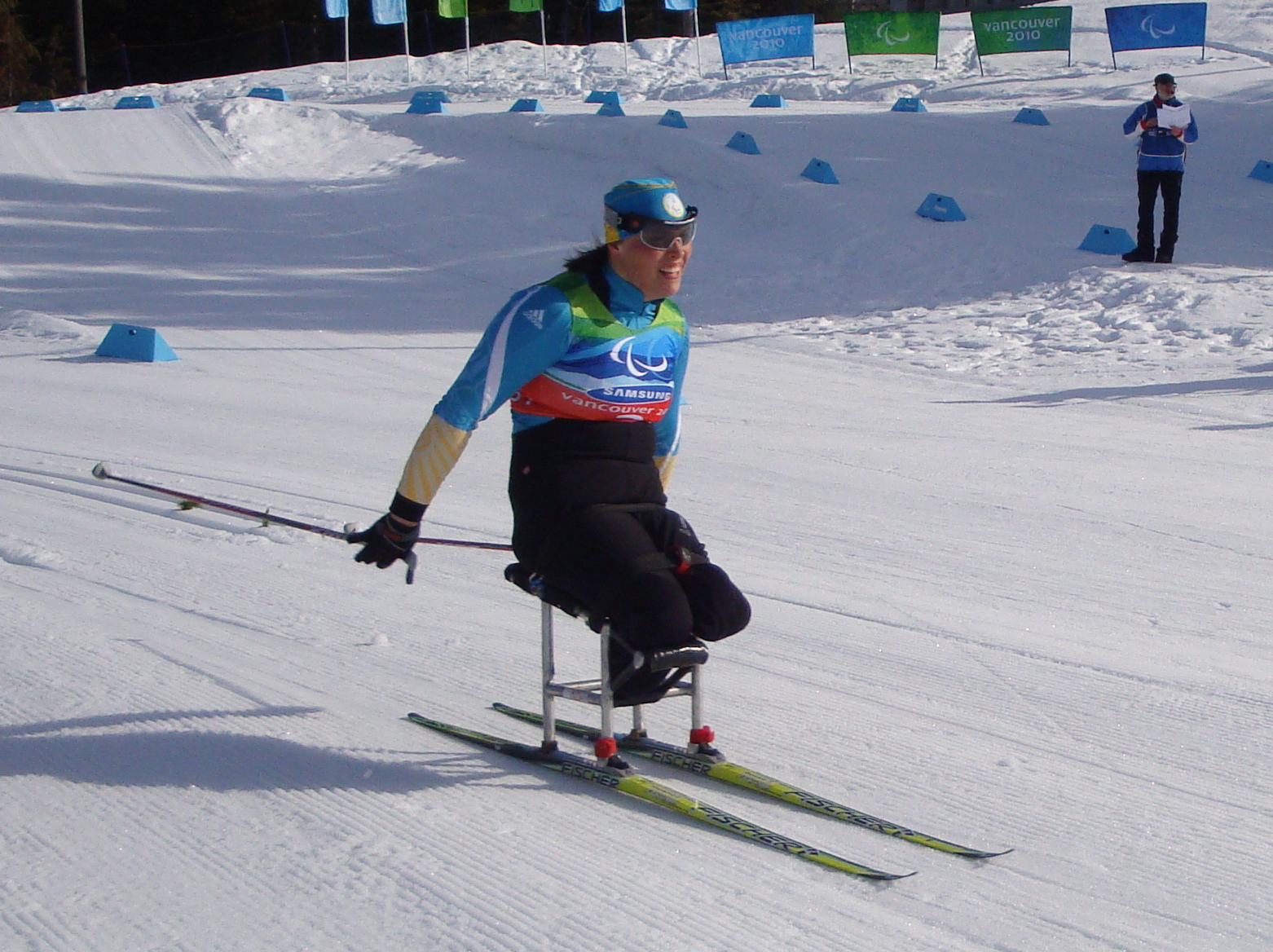
أولينا يوركوفسكا من أوكرانيا تتنافس على زلاجات عبر البلاد في دورة الألعاب البارلمبية الشتوية 2010

### الفئات
صنفت اللجنة البارلمبية الدولية عشر فئات للإعاقة ، بما في ذلك الإعاقة الجسدية والبصرية والعقلية. يمكن للرياضيين الذين يعانون من إحدى هذه الإعاقات التنافس في الألعاب البارالمبية على الرغم من أنه لا يمكن لكل رياضة أن تسمح لكل فئة من فئات الإعاقة. تنطبق هذه الفئات على كل من الألعاب البارالمبية الصيفية والشتوية.

#### الإعاقة الجسدية- هناك ثمانية أنواع مختلفة من الإعاقة الجسدية:[8]
- ضعف قوة العضلات - مع وجود ضعف في هذه الفئة ، يتولد القوة بواسطة العضلات ، مثل عضلات أحد الأطراف أو جانب واحد من الجسم أو قصر النصف السفلي من الجسم ، (مثل إصابة الحبل الشوكي، السنسنة المشقوقة، ما بعد- متلازمة شلل الأطفال).[8]
- ضعف النطاق السلبي للحركة - يتم تقليل نطاق الحركة في مفصل واحد أو أكثر بطريقة منهجية. لا يتم تضمين الحالات الحادة مثل التهاب المفاصل.[8]
- فقدان الأطراف أو النقص في الأطراف - الغياب الكلي أو الجزئي للعظام أو المفاصل نتيجة الخسارة الجزئية أو الكلية بسبب المرض أو الصدمة أو النقص الخلقي في الأطراف (مثل خلل الحركة).[8]
- اختلاف طول الساق - يحدث تقصير كبير في العظام في ساق واحدة بسبب نقص خلقي أو صدمة.[8]
- قصر القامة - يتم تقليل ارتفاع الوقوف بسبب تقصير الساقين والذراعين والجذع، والتي تنتج عن عجز عضلي هيكلي في الهياكل العظمية أو الغضروفية. (مثل الودانة ونقص هرمون النمو وتكوين العظم الناقص)[8]
- فرط التوتر - يمكن ملاحظة فرط التوتر بزيادة غير طبيعية في توتر العضلات وانخفاض قدرة العضلات على التمدد. قد ينجم فرط التوتر عن إصابة أو مرض أو ظروف تنطوي على تلف في الجهاز العصبي المركزي (مثل الشلل الدماغي).[8]
- اختلاج الحركة "الرنح" - الرنح هو ضعف يتكون من عدم تنسيق حركات العضلات (على سبيل المثال ، الشلل الدماغي، ترنح فريدريك، التصلب المتعدد).[8]
- الكُنْع - عمومًا يمكن تمييز الكُنْع بحركات غير متوازنة لا إرادية وصعوبة في الحفاظ على وضعية متناظرة (مثل الشلل الدماغي والتهاب الرقصات).[8]

#### الإعاقة البصرية
الرياضيون الذين يعانون من إعاقة بصرية تتراوح من الرؤية الجزئية ، الكافية للحكم عليهم بالعمى قانونًا، إلى العمى التام. وهذا يشمل ضعف مكون واحد أو أكثر من مكونات النظام البصري (بنية العين ، والمستقبلات ، ومسار العصب البصري ، والقشرة البصرية). تعتبر أدلة المبصرين للرياضيين الذين يعانون من إعاقة بصرية جزءًا وثيقًا وأساسيًا من المنافسة التي يعتبر فيها الرياضي ذو الإعاقة البصرية والمرشد فريقًا. وبدءًا من عام 2012، أصبح هؤلاء المرشدون (جنبًا إلى جنب مع حراس المرمى المبصرين في كرة القدم الخماسية مؤهلين للحصول على ميداليات خاصة بهم.

#### الإعاقة الذهنية
الرياضيون الذين يعانون من ضعف عقلي كبير والقيود المرتبطة بالسلوك التكيفي. يخدم IPC في المقام الأول الرياضيين ذوي الإعاقات الجسدية ، ولكن تمت إضافة مجموعة الإعاقة الذهنية إلى بعض الألعاب البارالمبية. وهذا يشمل فقط نخبة الرياضيين من ذوي الإعاقات الذهنية الذين تم تشخيصهم قبل سن 18 عامًا. ومع ذلك ، فإن اللجنة الاولمبية الدولية نظمت ألعاب اولمبية عالمية خاصة ومفتوحة لجميع الأشخاص ذوي الإعاقات الذهنية.

### نظام تصنيف
ضمن فئات الإعاقة ، لا يزال هنالك حاجة لتقسيم الرياضيين وفقًا لمستوى الإعاقة. تختلف أنظمة التصنيف من رياضة إلى أخرى وتهدف إلى فتح الألعاب الرياضية لأكبر عدد ممكن من الرياضيين الذين يمكنهم المشاركة في منافسات عادلة ضد رياضيين يتمتعون بمستويات مماثلة من القدرة. يتمثل التحدي الأكبر في نظام التصنيف في كيفية حساب التنوع الواسع وشدة الإعاقة. وبالتالي ، هناك نطاق من الضعف في معظم التصنيفات.

#### التصنيف الطبي (حتى 1980)
منذ إنشائه حتى الثمانينيات ، كان النظام البارالمبي لتصنيف الرياضيين يتألف من تقييم طبي وتشخيص للضعف. كانت الحالة الطبية للرياضي هي العامل الوحيد المستخدم لتحديد الفئة التي ينافس فيها. على سبيل المثال ، الرياضي الذي تعرض لإصابة في النخاع الشوكي نتج عنه شلل جزئي في الطرف السفلي ، لن يتنافس في نفس سباق الكراسي المتحركة مثل رياضي مع بتر مزدوج فوق الركبة. حقيقة أن إعاقتهم تسببت في نفس الضعف لم تدخل في تحديد التصنيف ، الاعتبار فقط كان للتشخيص الطبي. حتى الاراء حول الرياضيين المعاقين لم تتحول من كونها شكل من اشكال إعادة التأهيل فحسب، بل إلى غاية في حد ذاتها ، بحيث تغير نظام التصنيف من التشخيص الطبي إلى التركيز على القدرات الوظيفية للرياضي.

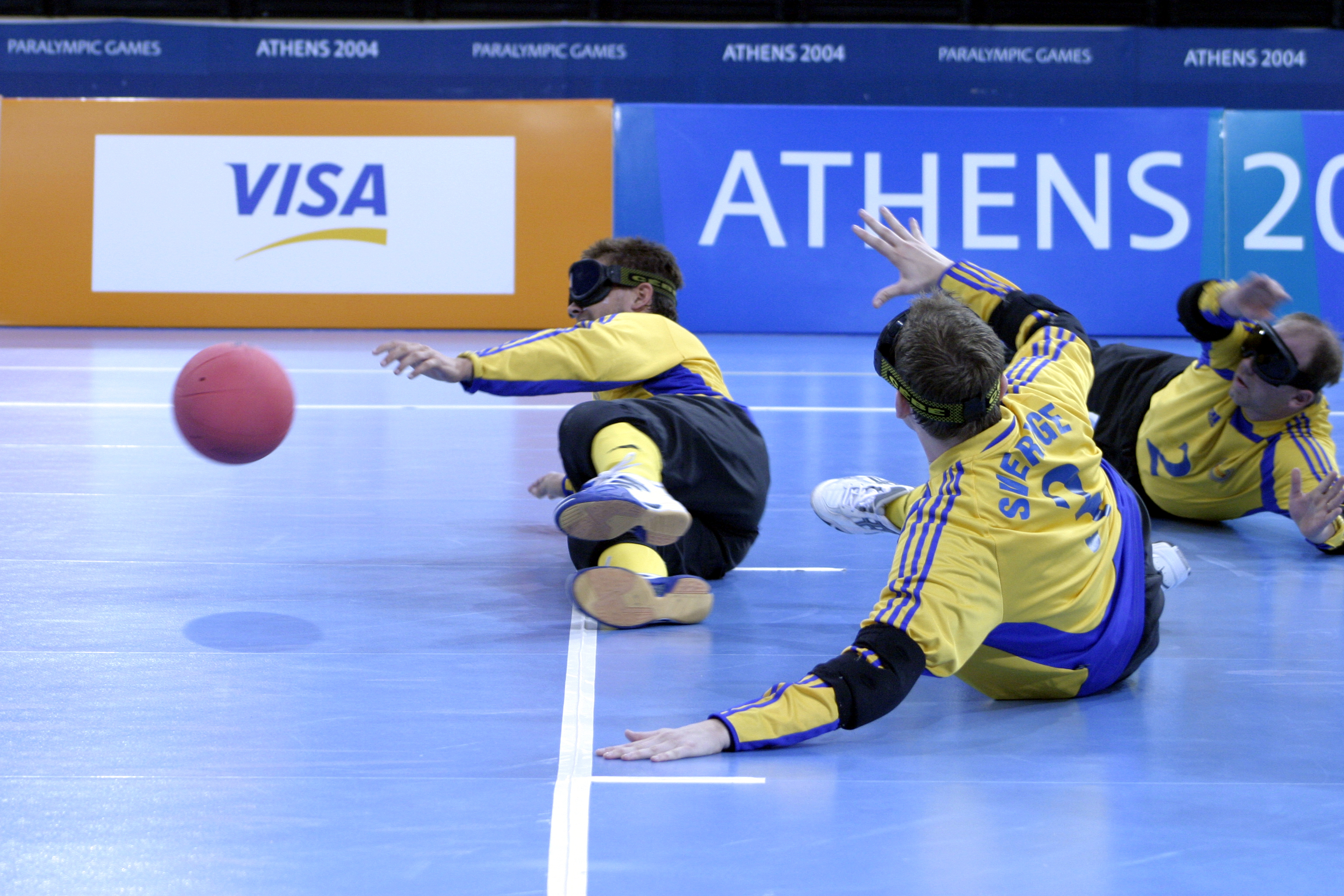
فريق كرة المرمى السويدي في دورة الألعاب البارالمبية الصيفية 2004

#### التصنيف الوظيفي (منذ الثمانينيات)
على الرغم من عدم وجود تاريخ واضح لحدوث التحول ، أصبح نظام التصنيف الوظيفي هو المعيار لتصنيف الرياضيين المعاقين في الثمانينيات. في النظام الوظيفي ، ينصب التركيز على تأثير ضعف الرياضي على أدائه الرياضي. في ظل هذا النظام ، سيتنافس الرياضيون الذين فقدوا وظائف أرجلهم بالكامل معًا في معظم الألعاب الرياضية ، لأن فقدانهم الوظيفي هو نفسه وسبب الخسارة غير جوهري. الاستثناء الوحيد للنظام الوظيفي هو تنسيق التصنيف المستخدم من قبل الاتحاد الدولي لرياضات المكفوفين (IBSA)، والذي لا يزال يستخدم نظامًا قائمًا على الطب.
تقام بعض الألعاب الرياضية لأنواع معينة من الإعاقة فقط. على سبيل المثال ، كرة الهدف مخصصة فقط للرياضيين ضعاف البصر. تتعرف الألعاب البارالمبية على ثلاث درجات مختلفة من ضعف البصر ، وبالتالي يجب على جميع المتسابقين في كرة المرمى ارتداء قناع أو «قناع أسود» حتى لا يتمتع الرياضيون الذين يعانون من إعاقة بصرية أقل بميزة. الرياضات الأخرى ، مثل ألعاب القوى، مفتوحة للرياضيين الذين يعانون من مجموعة متنوعة من الإعاقات. في ألعاب القوى ، يتم تقسيم المشاركين إلى مجموعة من الفصول بناءً على الإعاقة التي يعانون منها ثم يتم وضعهم في تصنيف ضمن هذا النطاق بناءً على مستوى ضعفهم. على سبيل المثال: الصفوف 11-13 مخصصة للرياضيين المعاقين بصريًا ، ويعتمد الفصل الذي ينتمون إليه على مستوى ضعف البصر لديهم. هناك أيضًا مسابقات جماعية مثل لعبة الركبي على الكراسي المتحركة. يتم إعطاء كل من أعضاء الفريق قيمة نقطة بناءً على قيود نشاطهم. تشير الدرجة الأقل إلى تقييد نشاط أكثر شدة من الدرجة الأعلى. لا يمكن أن يمتلك الفريق أكثر من حد أقصى معين لإجمالي النقاط في ميدان اللعب في نفس الوقت لضمان المنافسة المتساوية. على سبيل المثال ، في لعبة الركبي على كرسي متحرك، يجب ألا يزيد إجمالي رقم الإعاقة المشترك لأربعة لاعبين عن ثماني نقاط.

## ألرياضات
هناك 22 رياضة في برنامج الألعاب البارلمبية الصيفية وستة رياضات في برنامج الألعاب البارلمبية الشتوية. ضمن بعض الرياضات هنالك عدة أحداث. على سبيل المثال ، يتميز التزلج الألبي بانحدار ، وسوبر جي ، وتعرج ، وتعرج عملاق. يتمتع IPC بإدارة العديد من الألعاب الرياضية ولكن ليس جميعها. المنظمات الدولية الأخرى ، المعروفة باسم الاتحادات الرياضية الدولية (IF)، ولا سيما الاتحاد الدولي لرياضة الكراسي المتحركة والمبتورين (IWAS)، والاتحاد الدولي لرياضات المكفوفين (IBSA)، والجمعية الدولية للرياضة والترفيه للشلل الدماغي (CP-ISRA)، تحكم بعض الرياضات الخاصة بفئات إعاقة معينة. هناك فروع وطنية لهذه الاتحادات الرياضية الدولية بما في ذلك اللجان البارالمبية الوطنية ، المسؤولة عن تجنيد الرياضيين وإدارة الرياضة على المستوى الوطني.

## الغش
بعد ألعاب سيدني 2000 ، زعم لاعب كرة سلة إسباني أن العديد من أعضاء فريق كرة السلة الأسباني للمعاقين ذهنيًا (ID) الحائزين على الميدالية الذهبية لم يكونوا في الحقيقة معاقين. وادعى أن اثنين فقط من الرياضيين من بين الفريق المكون من اثني عشر عضوًا استوفوا مؤهلات رياضي معاق ذهنيًا. تبع ذلك جدل ودعت اللجنة البارالمبية الدولية (IPC) اللجنة البارالمبية الوطنية الإسبانية إلى بدء التحقيق. كشف التحقيق عن العديد من الرياضيين الإسبان الذين انتهكوا قواعد فئة المعاقين ذهنياً. في مقابلة مع رئيس الاتحاد الذي يشرف على مسابقة المعاقين ذهنياً ، اعترف فرناندو مارتن فيسينتي أن الرياضيين في جميع أنحاء العالم يخالفون قواعد الأهلية للمعاقين ذهنياً. استجابت اللجنة البارلمبية الدولية ببدء تحقيق خاص بها. أكدت نتائج تحقيق IPC مزاعم الرياضي الإسباني ، كما حددت أن الحادث لم يكن منعزلاً عن حادثة كرة السلة للمعاقين ذهنياً أو الرياضيين الإسبان. نتيجة لذلك ، تم تعليق جميع مسابقات المعاقين ذهنياً إلى أجل غير مسمى. تم رفع الحظر بعد أولمبياد 2008 بعد أن تم العمل على تشديد المعايير والضوابط التي تحكم قبول الرياضيين ذوي الإعاقات الذهنية. كان من المتوقع أن تعقد أربع رياضات ، السباحة ، ألعاب القوى ، تنس الطاولة والتجديف ، مسابقات لرياضيي المعاقين ذهنياً في دورة الألعاب البارالمبية الصيفية لعام 2012 .
كما تلوثت الألعاب البارالمبية باستخدام الستيرويد. في ألعاب 2008 في بكين ، تم حظر ثلاثة رافعين للأثقال ولاعب كرة سلة ألماني بعد أن أظهرت اختبار تناولهم لمواد محظورة نتيجة ايجابية. كان هذا انخفاضًا مقارنة برافعي الأثقال العشرة ورياضي مضمار واحد من الذين تم حظرهم من بارلمبياد 2000. أصبح المتزلج الألماني توماس أويلسنر أول لاعب بارالمبي شتوي يظهر اختبارًا إيجابيًا للستيرويدات. كان قد فاز بميداليتين ذهبيتين في دورة الألعاب البارالمبية الشتوية لعام 2002 ، ولكن تم تجريد ميدالياته بعد اختباره الإيجابي للمخدرات. في دورة الألعاب البارلمبية الشتوية لعام 2010 في فانكوفر ، ثبت أن اختبار مُجعد الشعر السويدي جلين أيكونين إيجابي لمادة محظورة وتم تعليقه لمدة ستة أشهر  قبل IPC. تم استبعاده من بقية منافسات الكيرلنج ولكن سُمح لفريقه بالاستمرار. قال المجعد البالغ من العمر 54 عامًا إن طبيبه وصف دواءً على قائمة المواد المحظورة.
مصدر قلق آخر يواجه مسؤولي الألعاب البارالمبية الآن هو أسلوب «التعزيز». يمكن للرياضيين زيادة ضغط الدم بشكل مصطنع ، غالبًا عن طريق إيذاء النفس ، والذي ثبت أنه يحسن الأداء بنسبة تصل إلى 15٪. هذا هو الأكثر فعالية في رياضات التحمل مثل التزلج الريفي على الثلج. لزيادة ضغط الدم ، سيتسبب الرياضيوبن عن عمد في إصابة الأطراف الموجودة أسفل العمود الفقري. يمكن أن تشمل هذه الاصابات كسر العظام، وربط الأطراف بإحكام شديد ، واستخدام جوارب ضغط عالية الضغط. الإصابة غير مؤلمة لكنها تؤثر على ضغط الدم للرياضي.
مصدر قلق محتمل آخر هو استخدام العلاج الجيني بين الرياضيين البارالمبيين. يُمنع جميع الرياضيين البارالمبيين من تعزيز قدراتهم من خلال المنشطات الجينية، ولكن من الصعب للغاية التمييز بين هذه المفاهيم. تبحث الوكالة العالمية لمكافحة المنشطات (WADA) حاليًا في كل من المنشطات الجينية والعلاج الجيني ، جزئيًا لتمييز الحدود بين المفهومين المرتبطين ارتباطًا وثيقًا.
تعمل اللجنة البارلمبية الدولية مع الوكالة العالمية لمكافحة المنشطات منذ عام 2003، لضمان الامتثال لقانون WADA لمكافحة المنشطات بين الرياضيين البارالمبيين. كما وعدت اللجنة الدولية للبراءات أيضًا بمواصلة زيادة عدد الرياضيين الذين تم اختبارهم في كل دورة من ألعابها ، من أجل تقليل التأثير المحتمل للمنشطات في الرياضات البارالمبية. كما تم تنفيذ اختبار إلزامي داخل وخارج المنافسة من قبل IPC لزيادة ضمان امتثال جميع الرياضيين لقوانين الوكالة العالمية لمكافحة المنشطات WADA.
بعد إرسال عينات لتحليل الطب الشرعي ، وجدت اللجنة الدولية للبراءات دليلاً على أن المنشطات السائدة من قبل الرياضيين الروس كانت قيد التنفيذ في دورة الألعاب البارلمبية الشتوية لعام 2014 في سوتشي. في 7 أغسطس 2016، صوت مجلس إدارة IPC بالإجماع على حظر الفريق الروسي بأكمله من الألعاب البارالمبية الصيفية لعام 2016 ، مشيرًا إلى عدم قدرة اللجنة البارالمبية الروسية على تطبيق قانون مكافحة المنشطات الخاص بـ اللجنة البارلمبية الدولية والقانون العالمي لمكافحة المنشطات وهو «المطلب الدستوري الأساسي». صرح رئيس اللجنة البارلمبية الدولية السير فيليب كرافن أن الحكومة الروسية «خذلت بشكل كارثي رياضييها من ذوي الاحتياجات الخاصة». قال رئيس مجلس الرياضيين في اللجنة البارلمبية الدولية وعضو الحزب الشيوعى الصينى تود نيكلسون أن روسيا استخدمت الرياضيين كـ «بيادق» من أجل «إظهار البراعة العالمية».

## أبطال وإنجازات بارزة
تريشا زورن من الولايات المتحدة هي أكثر لاعبة بارالمبية تتويجًا في التاريخ. شاركت في منافسات السباحة العمياء وحصلت على ما مجموعه 55 ميدالية ، 41 منها ذهبية. امتدت حياتها المهنية في الألعاب البارالمبية 24 سنة من 1980 إلى 2004 . كانت أيضًا بديلة في فريق السباحة الأولمبي الأمريكي عام 1980، لكنها لم تذهب إلى الأولمبياد بسبب مقاطعة الولايات المتحدة والعديد من حلفائها. راجنهيلد ميكليبست من النرويج تحمل الرقم القياسي لأكبر عدد من الميداليات التي فازت بها على الإطلاق في دورة الألعاب البارلمبية الشتوية للمعاقين. تنافست في مجموعة متنوعة من الأحداث بين عامي 1988 و2002 ، وفازت بما مجموعه 22 ميدالية ، 17 منها ذهبية. بعد فوزها بخمس ميداليات ذهبية في دورة الألعاب 2002 اعتزلت عن عمر يناهز 58 عامًا. نيرولي فيرهول، رامية سهام مشلولة من نيوزيلندا، كانت أول متسابقة مشلولة ، وثالث لاعبة بارالمبية ، تشارك في الألعاب الأولمبية، عندما شاركت في دورة الألعاب الأولمبية الصيفية لعام 1984 في لوس أنجلوس. احتلت المركز الرابع والثلاثين في مسابقة الرماية الأولمبية ، وفازت بالميدالية الذهبية البارالمبية في نفس الحدث. الجمباز الألماني الأميركي جورج إيسر: شارك في دورات الألعاب الأولمبية الصيفية العادية قبل انطلاق الألعاب البارالمبية، وحصل عام 1904 على ست ميداليات منها ثلاثة ذهبيات، رغم استخدامه رجلا صناعية خشبية. المجري كارولي تاكاكس: أحرز ميداليتين ذهبيتين في الرماية خلال دورتي 1948 و1952 رغم أن ذراعه اليمنى مبتورة.

## المدن المضيفة
|       |                             |                             |                             |                             |                             |                             |
| السنة | الألعاب البارالمبية الصيفية | الألعاب البارالمبية الصيفية | الألعاب البارالمبية الصيفية | الألعاب البارالمبية الشتوية | الألعاب البارالمبية الشتوية | الألعاب البارالمبية الشتوية |
| السنة | النسخة                      | المضيف / المضيفون           | الفائز الأول                | النسخة                      | المضيف / المضيفون           | الفائز الاول                |
| 1960  | 1                           | روما                        | إيطاليا                     |                             |                             |                             |
| 1964  | 2                           | طوكيو                       | امريكا                      |                             |                             |                             |
| 1968  | 3                           | تل ابيب                     | امريكا                      |                             |                             |                             |
| 1972  | 4                           | هايدلبرغ                    | المانيا الغربية             |                             |                             |                             |
| 1976  | 5                           | تورنتو                      | امريكا                      | 1                           | أورنشولدسفيك                | المانيا الغربية             |
| 1980  | 6                           | ارينهام                     | امريكا                      | 2                           | جيلو                        | نرويج                       |
| 1984  | 7                           | نيويورك ستوك ماندفيل        | امريكا                      | 3                           | إنسبروك                     | نمسا                        |
| 1988  | 8                           | سيؤول                       | امريكا                      | 4                           | إنسبروك                     | نرويج                       |
| 1992  | 9                           |                             | امريكا                      | 5                           | تيني والبرتفيل              | امريكا                      |
| 1994  |                             |                             |                             | 6                           | ليلهامر                     | نرويج                       |
| 1996  | 10                          | اتلانتا                     | امريكا                      |                             |                             |                             |
| 1998  |                             |                             |                             | 7                           | ناغانو                      | نرويج                       |
| 2000  | 11                          | سيدني                       | استراليا                    |                             |                             |                             |
| 2002  |                             |                             |                             | 8                           | سالت ليك                    | المانيا                     |
| 2004  | 12                          | اثينا                       | الصين                       |                             |                             |                             |
| 2006  |                             |                             |                             | 9                           | تورين                       | روسيا                       |
| 2008  | 13                          | بكين                        | الصين                       |                             |                             |                             |
| 2010  |                             |                             |                             | 10                          | فانكوفر                     | المانيا                     |
| 2012  | 14                          | لندن                        | الصين                       |                             |                             |                             |
| 2014  |                             |                             |                             | 11                          | سوشي                        | روسيا                       |
| 2016  | 15                          | ريو دي جانيرو               | الصين                       |                             |                             |                             |
| 2018  |                             |                             |                             | 12                          | بيونغ يانغ                  | امريكا                      |
| 2020  | 16                          | طوكيو                       | الصين                       |                             |                             |                             |
| 2022  |                             |                             |                             | 13                          | بكين                        |                             |
| 2024  | 17                          | باريس                       |                             |                             |                             |                             |
| 2026  |                             |                             |                             | 14                          | ميلان وكورتينا دامبيزو      |                             |
| 2028  | 18                          | لوس انجلوس                  |                             |                             |                             |                             |
| 2030  |                             |                             |                             | 15                          | يُعلن لاحقًا                  |                             |
| 2032  | 19                          | بريسبن                      |                             |                             |                             |                             |

## أبرز 5 رياضات في الألعاب البارالمبية الصيفية 2020

### كرة الهدف
لعبة كرة الهدف هي إحدى رياضتين بارالمبيتين ليس لهما مثيل أولمبي. وصُممت اللعبة للرياضيين من ذوي الإعاقات البصرية، إذ يلعبها فريقان يمثل كلا منهما 3 لاعبين في الملعب، ويتنافسون باستخدام كرة مطاطية بداخلها جرس؛ بحيث يمكن سماعها عندما تتحرك، ويحاول اللاعبون إدخالها مرمى خصمهم لإحراز هدف. إنها لعبة ذات إيقاع سريع؛ فبمجرد لمس الكرة من أحد أعضاء الفريق، يكون أمام لاعبيه 10 ثوان فقط لرميها مرة أخرى، ولكن يسهل متابعتها حيث يفوز الفريق الذي يسجل أكبر عدد من الأهداف.

### الرغبي على الكراسي المتحركة
اختُرعت لعبة الرغبي على الكراسي المتحركة عام 1977 لتكون بديلا لكرة السلة على الكراسي المتحركة، مما يمنح اللاعبين ذوي القدرات المحدودة للذراع واليد فرصة للتنافس. وتدور هذه الرياضة حول الاحتكاك، حيث تتصادم الكراسي المتحركة مع بعضها بعضا بينما يحاول اللاعبون صد خصومهم أو تخطيهم. كان اسم هذه الرياضة في الأصل «كرة القتل»، وهذا يمنحك فكرة عن مدى شدتها. يتكون كل فريق من 4 لاعبين، ويحاول كل فريق وضع الكرة فوق خط هدف خصمهم. ولا تلعب مباريات الرغبي على الكراسي المتحركة على أساس الفصل بين الجنسين، بل يمكن أن تكون الفرق مختلطة من ذكور وإناث.

### البوتشيا
تشبه البوتشيا لعبة البولينغ أو البوتشي. وتتمثل هذه اللعبة التي تقام داخل الصالات في رمي أو دفع الكرات الخاصة بك لتكون أقرب إلى كرة «الجاك»، وهي الكرة البيضاء التي يتم إلقاؤها أولا. يمارس هذه اللعبة رياضيون يعانون من إعاقات عصبية تؤثر على وظائفهم الحركية، وهي لعبة مبنية على الإستراتيجية بالإضافة إلى الدقة. ويجب على اللاعبين أن يحصلوا على أكبر عدد من الكرات بالقرب من كرة الجاك، ويمكنهم كذلك إبعاد كرات الخصم عن طريقهم في أثناء تسديد رمياتهم.

### الريشة الطائرة
تستحق لعبة الريشة الطائرة المشاهدة هذا العام، حيث إنها تظهر لأول مرة في الألعاب البارالمبية. وتضم المنافسات 6 مجموعات من الرياضيين: مجموعتين لمستعملي الكراسي المتحركة و4 مجموعات لمن يستطيعون الوقوف، ويتنافسون جميعا على الميدالية الذهبية في فئتهم. إنها رياضة ممتعة بشكل خاص لأنها تجمع بين القوة والسرعة مع الإستراتيجية والتكتيكات.

### السباق الثلاثي (ترياثلون)
لماذا تختار رياضة واحدة فقط من بين السباحة وركوب الدراجات والجري، بينما يمكنك ممارسة الرياضات الثلاث معا؟ لا يزال السباق الثلاثي رياضة جديدة نسبيا في الألعاب البارالمبية، حيث ظهر لأول مرة في أولمبياد ريو عام 2016. إنه سباق ذو نسق سريع، حيث إن المسافات التي تُقطع سباحة أو على الدراجة أو جريا هي نصف طول المسافة الأولمبية. وكما هو الحال مع العديد من الرياضات البارالمبية، يتم تقسيم المنافسات إلى فئات مختلفة حيث يتم وضع الرياضيين في فرق وفقا لنوع الإعاقة.

## فريق بارالمبيللاجئين
أكدت اللجنة البارالمبية الدولية خططها لإرسال ما يصل إلى ستة رياضيين للمشاركة في دورة الألعاب البارالمبية في طوكيو 2020 كجزء من فريق اللاجئين البارالمبيين. وسوف تعمل اللجنة مع شركائها التجاريين والمفوضية السامية للأمم المتحدة لشؤون اللاجئين لنشر الوعي حول المصاعب التي يواجهها الرياضيون اللاجئون وتوجيه رسالة أمل إلى ما يقرب من 80 مليون نازح قسرياً في جميع أنحاء العالم.
وسوف تتولى إليانا رودريغيز قيادة الفريق – وهي لاجئة سابقة ورياضية بارالمبية شاركت في ألعاب لندن 2012 – حيث تم تعيينها رئيسة بعثة الفريق. وستعمل رودريغيز مع اللجنة البارالمبية الدولية لاختيار الفريق البارالمبي للاجئين لألعاب طوكيو 2020، والذي سيتم اختياره من بين مجموعة بارزة من الرياضيين اللاجئين من ذوي الإعاقة والذين تم تحديدهم ولديهم القدرة على المشاركة في الألعاب.
تقدم اللجنة مجموعة من سبل الدعم داخل وخارج المنافسات للرياضيين المحتملين ضمن الفريق البارالمبي. وسوف تقوم اللجنة البارالمبية بما يلي:
- مساعدة الرياضيين المحتملين على تحقيق هدف التأهل ومعايير الأهلية للألعاب.
- توفير التمويل للرياضيين لحضور منافسات التأهل لألعاب طوكيو 2020.
- دعم الرياضيين من أجل الاستعداد للمنافسة، كالتدريب - وذلك في ظل القيود المفروضة على الرياضيين اللاجئين بسبب فيروس كورونا.
- دعم ما يصل إلى ستة رياضيين تم اختيارهم لألعاب طوكيو 2020 للمشاركة في الألعاب.
- تقديم الدعم فيما يخص ”تراث الألعاب“، ومساعدة الرياضيين في الفريق البارالمبي للاجئين على التنافس في المزيد من المسابقات حتى نهاية عام 2021.

للنظر في عضوية أي من الرياضيين في الفريق، يجب أن يتمتع الرياضيون بصفة اللاجئ وفقاً للقانون الدولي والوطني والإقليمي. وسوف يخضع الرياضيون لعملية الاختيار من قبل اللجنة البارالمبية الدولية و / أو اتحادهم الدولي. ويعتمد هذا بشكل أساسي على الأداء واستيفائهم لمعايير الأهلية. لم يتم حتى الآن اختيار أي رياضي للمشاركة في دورة الألعاب البارالمبية طوكيو 2020.
وقد عرض العديد من الشركاء التجاريين للجنة البارالمبية الدولية التزامهم بمساعدة فريق اللاجئين:
- تعمل Airbnb - الشريك البارالمبي في جميع أنحاء العالم كجزء من مهمتها المتمثلة في دعم مبادرات اللاجئين منذ عام 2015 من خلال برنامج «المنازل المفتوحة» وتجارب الرياضيين البارالمبيين - وستكون شريكاً رئيسياً لفريق دورة الألعاب البارالمبية للاجئين.
- شركة ASICS – وهي المورد الرسمي للجنة البارالمبية الدولية، ستكون أيضاً المزود الرسمي لمجموعة الملابس الرياضية لفريق اللاجئين في دورة الألعاب البارالمبية طوكيو 2020.
- نشرت شركة باناسونيك مؤخراً – وهي الشريك البارالمبي العالمي - كتاباً مصوراً بعنوان ”أياس هاروكو تلتقي بالرياضيين الرائعين“، حيث يظهر حملة الشركة بعنوان ”اليابان الجميلة نحو عام 2020“. وسيتم التبرع بجزء من عائدات مبيعات هذا الكتاب لدعم الفريق البارالمبي للاجئين.

بالإضافة إلى ذلك، ستعمل اللجنة البارالمبية الدولية بالتعاون الوثيق مع المفوضية للاستفادة من الفريق البارالمبي للاجئين والألعاب ونشر رسالة دعم قوية لجميع اللاجئين وغيرهم ممن أجبروا على مغادرة ديارهم بسبب النزاعات والاضطهاد. وعلى الرغم من أنهم جميعاً يواجهون تحديات كبيرة، فإن الأشخاص من ذوي الإعاقة يتعرضون في كثير من الأحيان لمخاطر متزايدة ويواجهون عقبات من حيث الحصول على المساعدة والخدمات والفرص. وبالتعاون مع المفوضية، ستواصل اللجنة البارالمبية الدولية تعزيز مبدأ الإدماج النشط والمشاركة الكاملة للاجئين من ذوي الإعاقة في المجتمع من خلال الرياضات البارالمبية.
بالنسبة لألعاب طوكيو 2020، تقوم الآن اللجنة البارالمبية الدولية وإليانا رودريغيز بإعداد فريق لتقديم الدعم الكامل لاحتياجات الفريق البارالمبي للاجئين. وبصفتها لاجئة ورياضية بارالمبية سابقة، تسخر رودريغيز خبرتها الواسعة في خدمة فريق اللاجئين. ولدت في كوبا، وغادرت مع عائلتها إلى الولايات المتحدة عندما كانت في سن المراهقة على أمل العثور على علاج أفضل لتشوه في العمود الفقري والذي أصابها بالشلل.
وبعد أن أصبحت مواطنة أمريكية، نافست رودريغيز في أحواض السباحة لفريق الولايات المتحدة الأمريكية في دورة الألعاب البارالمبية التي أقيمت في لندن عام 2012، حيث حصلت على المركز الثاني في سباق 100 متر سباحة صدر سيدات. وتدير الشابة البالغة من العمر 35 عاماً، وهي مهندسة معمارية، شركة استشارية متخصصة في تصميم المباني.
وفي معرض حديثها عن تعيينها، قالت إليانا رودريغيز: ”إنه لشرف كبير أن يتم تعييني من قبل اللجنة البارالمبية الدولية لهذا الدور. بصفتي لاجئة سابقة ومن المحظوظين الذي شاركوا في دورة الألعاب البارالمبية، فإنني أقدر قيمة وجود فريق بارالمبي للاجئين - فهو يمثل رياضات تتجاوز الجنسيات، والرياضيون الذين سيتنافسون في طوكيو سيكونون بمثابة رمز للأمل للاجئين الآخرين في جميع أنحاء العالم.
وأضافت: ”سنفتخر أيضاً بتمثيل إرث السير لودفيج غوتمان. لقد كان لاجئاً ووجد منزلاً جديداً يرحب به ورد الجميل من خلال المساعدة في إنشاء واحدة من أعظم الحركات في العالم، وهي الحركة البارالمبية. آمل أن يشجع فريق اللاجئين الآخرين في جميع أنحاء العالم على دعم الرياضيين اللاجئين ومنحهم منصة لرفع مستوى الوعي بالمحنة التي يواجهها جميع اللاجئين“. وقالت دومينيك هايد، مديرة إدارة العلاقات الخارجية في المفوضية: ”على الرغم من العيش في ظروف صعبة ومواجهة التحديات في روتين تدريباتهم بسبب فيروس كورونا، فإن صمود وتصميم هؤلاء الرياضيين اللاجئين يستمر في التألق. وأضافت: “يسر المفوضية أن تدعم مبادرة اللجنة البارالمبية الدولية، والتي سوف تعرض القدرات المذهلة لهؤلاء اللاجئين البارالمبيين الذين تغلبوا، في بعض الأحيان، على عقبات لا يمكن التغلب عليها للوصول إلى أعلى المستويات الرياضية لجميع الرياضيين“.
يعتمد الفريق البارالمبي للاجئين على مبادرات اللاجئين السابقة التي أنشأتها اللجنة البارالمبية الدولية. في دورة الألعاب البارالمبية في ريو 2016، تمكن فريق مكون من اثنين من الرياضيين اللاجئين وطالبي اللجوء بتشكيل فريق الرياضيين البارالمبيين المستقلين، وهم: إبراهيم الحسين من سوريا، والذي تنافس في سباقي السباحة الحرة بطول 50 م و 100 م، وشهراد ناساجبور من إيران، والذي شارك في منافسات رمي القرص.

## الميداليات

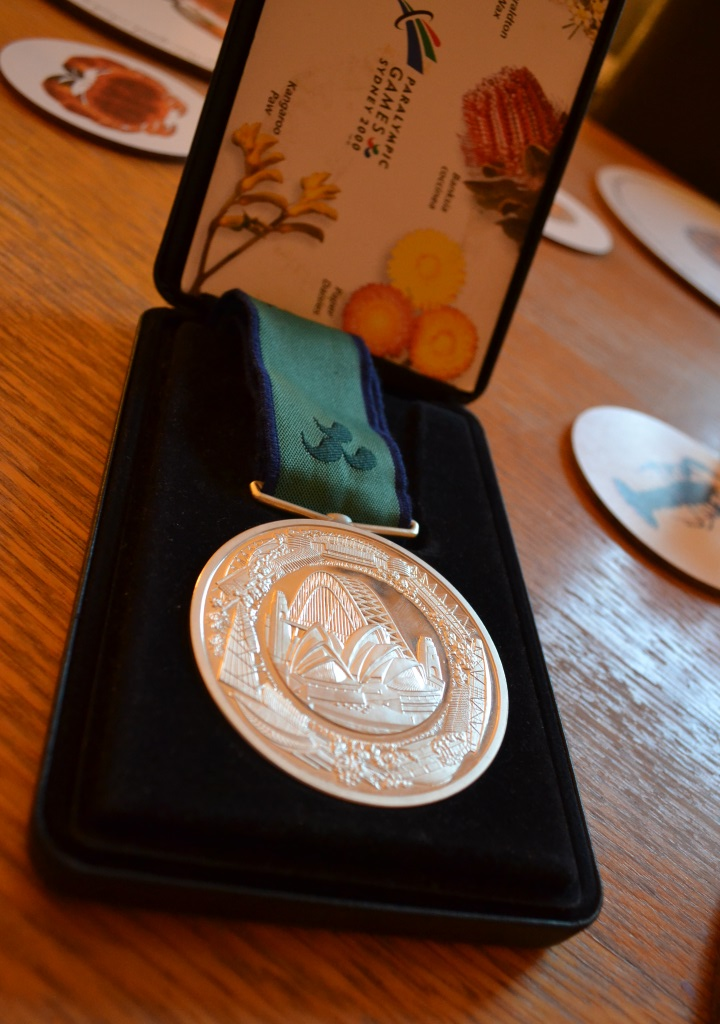
ميدالية إيان شارب البارالمبية من سيدني عام 2000

الميداليات البارالمبية الممنوحة للفائزين هي رمز آخر مرتبط بها. فهي مصنوعة من الفضة المطلية بالذهب (توصف عادة بالميداليات الذهبية) أو الفضة أو البرونز، وتُمنح لأفضل 3 متسابقين في حدث معين. يتم تصميم ميداليات كل دورة بارلمبية بشكل مختلف لأنها تعكس طبيعة البلد المضيف.

الميدالية الذهبية مع شعار الالعاب البارالمبية
الميدالية البرونزية مع شعار الالعاب البارالمبية
الميدالية الفضية مع شعار الالعاب البارالمبية

## معلومات أخرى
رفع رياضيون أميركيون من ذوي الاحتياجات الخاصة عام 2003 دعاوى قضائية على اللجنة الأولمبية الأميركية التي تشرف أيضا على اللجنة البارالمبية الأميركية، بدعوى تقصيرها في تمويل هذه الفئة من الرياضيين، وأسفر ذلك عن رفع التمويل من ثلاثة ملايين دولار عام 2004 إلى أزيد من 11 مليون عام 2008. وفي ألعاب ريو دي جانيرو 2016 شارك  4350 رياضيا من ذوي الاحتياجات الخاصة، مقابل 4237 رياضيا خلال دورة لندن 2012، وأعلنت محكمة التحكيم الرياضي (كاس) في أغسطس/آب 2016 أن روسيا لا يحق لها المشاركة في دورة الألعاب البارالمبية في ريو دي جانيرو، بعد الاتهامات الموجهة إلى رياضيين روس بتعاطي المنشطات تحت رعاية جهات حكومية.

## وصلات خارجية
- International Paralympic Committee
- Paralympic sports at IPC web site
- Cerebral Palsy International Sport and Recreation Association
- International Blind Sports Association
- INAS-FID: International Sports Federation for Persons with Intellectual Disability
- International Wheelchair and Amputee Sports Federation
- Discussion forum of Disabled sports نسخة محفوظة 8 أبريل 2014 على موقع واي باك مشين.